# Battaglia di Jena
La battaglia di Jena ebbe luogo il 14 ottobre 1806 nel corso della guerra della quarta coalizione, tra la Grande Armata francese, guidata da Napoleone Bonaparte e l'esercito prussiano. I combattimenti terminarono con la totale vittoria dei francesi e con la disgregazione dell'esercito prussiano, erede delle tradizioni di Federico il Grande, che venne quasi completamente disperso o catturato nella successiva fase di inseguimento.
Napoleone dimostrò grande abilità strategica durante la rapida manovra offensiva che condusse alla battaglia e ottenne una delle più grandi vittorie della sua carriera.
Al successo completo francese contribuì anche la contemporanea vittoria del maresciallo Louis Nicolas Davout nella battaglia di Auerstädt contro una parte dell'esercito prussiano. La battaglia ebbe anche decisiva influenza per gli sviluppi della politica europea: il regno di Prussia venne invaso e crollò come grande potenza; Napoleone estese il suo dominio verso est e i francesi entrarono in Polonia dove affrontarono i russi che, dopo una dura campagna invernale, sarebbero a loro volta stati sconfitti nella primavera 1807 nella battaglia di Friedland.

## La quarta coalizione antifrancese

### Il Grande Impero
Alla vigilia della battaglia di Austerlitz la Prussia aveva concluso la convenzione di Potsdam con la Russia di Alessandro I e promesso, in caso di mancata accettazione da parte di Napoleone delle sue proposte di pacificazione, di entrare in guerra a fianco delle altre potenze della Terza coalizione. In realtà il re di Prussia Federico Guglielmo III si dimostrò esitante e, timoroso di rischiare una guerra con i francesi, diede disposizione al suo inviato Christian von Haugwitz di attendere una risposta dell'imperatore fino al 15 dicembre 1805. Nel frattempo la situazione mutò in modo decisivo a vantaggio di Napoleone: la Grande Armata ottenne il 2 dicembre lo schiacciante successo di Austerlitz, Alessandro e i russi si ritirarono verso est, l'Austria accettò l'armistizio e il 26 dicembre avrebbe subíto la dura pace di Presburgo; la Prussia quindi si affrettò a sua volta a ricercare un accordo con il vincitore. Fin dal 15 dicembre Haugwitz, trattato bruscamente e ingannato dall'imperatore, firmò il trattato di Schönbrunn che assegnava l'Hannover alla Prussia in cambio di un'alleanza con la Francia. La Terza coalizione si era così dissolta e Napoleone poté organizzare l'Europa centro-meridionale secondo i suoi progetti di dominio, creando la struttura del cosiddetto "Grande Impero".

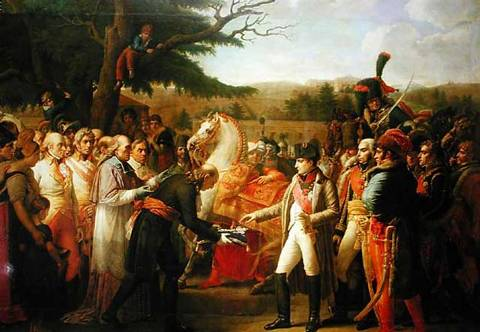
Napoleone riceve la resa di Vienna il 13 novembre 1805, durante la guerra della Terza coalizione.

In Germania Napoleone prima assegnò i territori ceduti dall'Austria al regno di Baviera e al regno di Württemberg, quindi creò il 12 luglio 1806 la Confederazione del Reno che, costituita da sedici regni o principati tedeschi, divenne il pilastro dell'egemonia francese; la Grande Armata rimase stazionata nella Germania meridionale a spese degli stati alleati. L'Austria perse tutta la sua influenza e i suoi possedimenti tedeschi e il 6 agosto 1806 Francesco II realisticamente abdicò dal suo titolo di imperatore del Sacro Romano Impero che scomparve anche formalmente. In Olanda Napoleone impose con facilità un trattato di alleanza con il regno di cui divenne sovrano suo fratello Luigi, proclamato re il 5 giugno 1806.
In Italia, il regno si estese occupando il Veneto austriaco, mentre un esercito francese al comando del maresciallo Andrea Massena invase il Regno dei Borboni e cacciò il re e la famiglia reale che si rifugiarono in Sicilia sotto la protezione delle navi britanniche; il 30 marzo il fratello di Napoleone Giuseppe, venne proclamato sovrano del Regno di Napoli. Si ebbero presto complicazioni: i russi in risposta occuparono Corfù; in Calabria si scatenò una violenta guerriglia popolare ispirata dal partito reazionario borbonico-clericale, i britannici sbarcarono un esercito a Reggio Calabria il 1º luglio 1806 e poterono stabilirsi solidamente respingendo gli attacchi francesi; oltre 40000 soldati al comando del maresciallo Massena e del generale Jean Reynier furono impegnati a reprimere la rivolta e a trattenere gli inglesi.
Napoleone ruppe anche i rapporti con il Papa che aveva rifiutato di sottomettersi, e le truppe francesi entrarono ad Ancona e Civitavecchia. Infine nell'aprile 1806 il maresciallo Auguste Marmont entrò in Dalmazia con il II corpo d'armata e, mentre i russi da Corfù occupavano le bocche di Cattaro, l'imperatore iniziò a porre attenzione ai rapporti con l'Impero ottomano: suoi incaricati arrivarono a Giannina, in Moldavia e in Bosnia; il sultano riconobbe ufficialmente l'imperatore dei francesi e ci fu uno scambio di ambasciatori tra Parigi e Costantinopoli; i turchi allentarono i loro legami con la Gran Bretagna.

### Rottura con la Prussia
Nonostante l'aggressiva politica napoleonica in Europa rendesse molto difficile arrivare ad una pace generale e duratura, per alcuni mesi dopo la disgregazione della Terza coalizione si susseguirono tentativi di accordo tra la Francia e Gran Bretagna e Russia, le due potenze ancora concretamente in guerra. In Gran Bretagna il nuovo "ministero di tutti i talenti", presieduto da Lord Grenville con Charles James Fox ministro degli esteri, che peraltro l'11 maggio aveva dichiarato formalmente guerra alla Prussia a causa delle pretese di Berlino sull'Hannover, decise di inviare a Parigi con pieni poteri, Lord Yarmouth per ricercare una composizione del conflitto sulla base del mantenimento delle posizioni acquisite dalle potenze, della restituzione dell'Hannover e dell'assegnazione di un compenso territoriale per il re di Napoli, Ferdinando I.

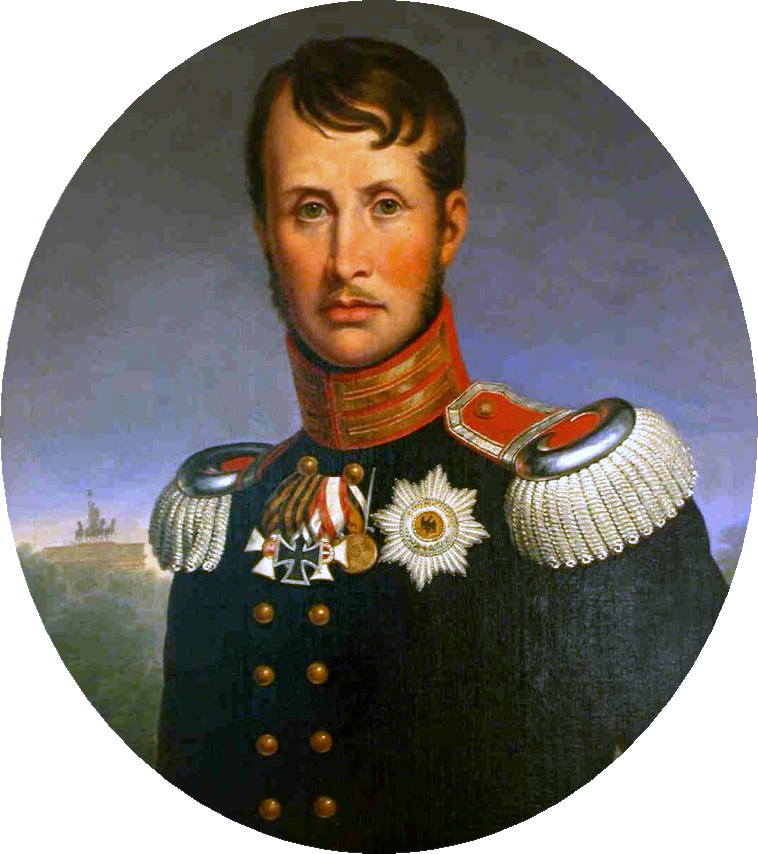
Federico Guglielmo III di Prussia.

Contemporaneamente in Russia lo zar Alessandro aveva accolto le proposte del suo consigliere Adam Jerzy Czartoryski e sembrava disposto a ricercare un compromesso con la Francia e a rivolgere le sue mire espansionistiche sull'Oriente. Nel maggio 1806, di fronte ai segni di disgregazione dell'Impero Ottomano, un'armata russa al comando del generale Ivan Ivanovič Michelson, si concentrò sul Dniestr pronta ad occupare i Principati danubiani, mentre il 12 maggio fu annunciato l'invio a Parigi del conte d'Oubril per trattare. Napoleone cercò di manovrare diplomaticamente tra le due potenze rivali; interruppe le trattative con Lord Yarmouth reclamando la Sicilia per Giuseppe e invece fece pressioni su d'Oubril; l'inviato dello zar, arrivato il 6 luglio in Francia venne allettato da proposte di spartizione dell'Impero Ottomano; infine il 20 luglio firmò un accordo con Napoleone che prevedeva per la Russia l'abbandono di Cattaro a favore della Francia ma confermava il possesso delle isole Jonie e la libera navigazione negli stretti del Bosforo. La Russia riconosceva il dominio francese in Germania e Italia, anche se Napoleone accettava di ritirare la Grande Armata dal territorio tedesco.
La Gran Bretagna rischiava quindi un nuovo isolamento e Lord Yarmouth presentò altre proposte di accordo che prevedevano per i britannici Malta, il Capo e l'Hannover, mentre Ferdinando avrebbe ceduto la Sicilia ricevendo le Baleari in compensazione; sarebbe stato riconosciuto il predominio francese in Germania. Ma la situazione cambiò completamente in Russia; lo zar Alessandro allontanò Czartoryski, inviso all'aristocrazia filo-britannica, non firmò il trattato concordato da d'Oubril e nominò come suo consigliere il tedesco baltico Andrej von Budberg, molto favorevole ad un'alleanza russo-prussiana in funzione antifrancese. La Gran Bretagna, avvertita del cambiamento in corso in Russia e dei segni di irritazione in Prussia, guadagnò tempo; le proposte di Yarmouth vennero considerate da Fox e dai suoi colleghi troppo favorevoli alla Francia e arrivò a Parigi un nuovo inviato, Lord Lauderdale, con l'incarico di riaprire le trattative, incontrando peraltro l'opposizione di Napoleone, in fiduciosa attesa della ratifica da parte dello zar del suo accordo concluso con d'Oubril.

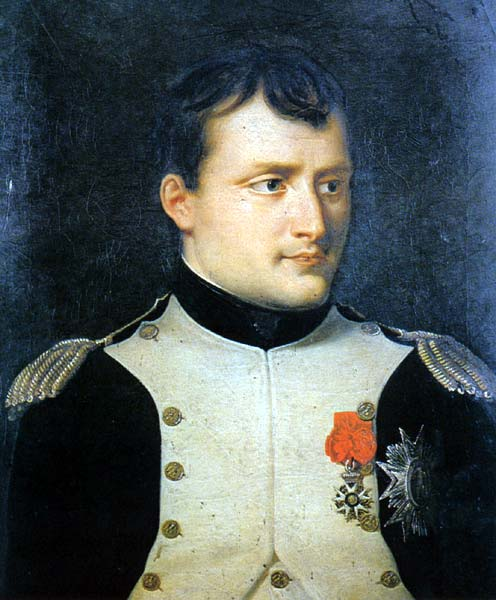
Napoleone Bonaparte, imperatore dei francesi e comandante in capo della Grande Armata.

Nel frattempo in Prussia la situazione stava evolvendo in senso sempre più bellicoso e antifrancese; in realtà Napoleone non desiderava una rottura e una nuova guerra con la Prussia; egli intendeva inserirla, nel ruolo di alleato minore, nel suo sistema continentale, ma durante le trattative trattò bruscamente Haugwitz e di fronte alle nuove richieste prussiane di conservare, oltre all'Hannover, anche Anspach e le città anseatiche, l'imperatore impose invece un trattato ancor più sfavorevole alla Prussia. Il 15 febbraio 1806 il nuovo accordo imposto a Haugwitz stabilì che la Prussia doveva occupare subito l'Hannover nonostante l'ostilità britannica, chiudere i porti baltici al commercio inglese e cedere Anspach, Neuchâtel e parte del Ducato di Kleve.
Questa umiliazione diplomatica rafforzò in Prussia il partito della guerra che già si stava agitando sotto la spinta della corte e soprattutto della regina Luisa; quest'ultima manifestava apertamente la sua simpatia per lo zar Alessandro e al contrario il suo odio per Napoleone di cui parlava come del "mostro" e del "rifiuto dell'inferno". Il principe Luigi Ferdinando, alti dignitari, militari come Karl Ludwig von Phull, Gerhard von Scharnhorst, Gebhard von Blücher, premevano per prendere l'iniziativa. Anche politici come Karl von Hardenberg e Heinrich von Stein sollecitavano l'esitante sovrano ad entrare in guerra contro la Francia; i circoli economici e mercantili erano in agitazione a causa del blocco britannico dei porti baltici che riduceva i loro commerci.
Federico Guglielmo nonostante l'accordo con Napoleone, manteneva rapporti segreti con lo zar e Hardenberg trattò con l'ambasciatore russo a Berlino, Maksim Maksimovič Alopeus, una convenzione che venne accettata e firmata da Alessandro il 24 luglio 1806. Ulteriori sviluppi fecero precipitare la situazione: Napoleone creò la Confederazione del Reno che irritò fortemente la Prussia, l'inviato britannico Lord Yarmouth fece trapelare la notizia di possibili mire francesi sull'Hannover che sarebbe stato quindi sottratto alla Prussia, il generale Blücher comunicò la falsa notizia del concentramento di forze francesi sul Reno e in Franconia.
Federico Guglielmo prese la sua decisione e il 9 agosto mobilitò l'esercito; una violenta ondata di nazionalismo prussiano e di aggressività antifrancese si diffuse tra la casta dei militari, le truppe e la popolazione; il 6 settembre Alessandro venne informato della intenzione prussiana di entrare in guerra; lo zar, rassicurato dalla scelta del suo amico Federico Guglielmo, rifiutò definitivamente di ratificare l'accordo concluso da d'Oubril e iniziò a radunare, nonostante le difficoltà sorte con l'Impero Ottomano sul Danubio, truppe per entrare in Polonia in aiuto dei prussiani. Era quindi in via di costituzione una Quarta coalizione antifrancese; la Prussia preparava un ultimatum per richiedere il ritiro dei francesi a ovest del Reno; la Gran Bretagna, resa più forte dalle decisioni di Russia e Prussia e dal successo di Buenos Aires, presentò ulteriori richieste a Napoleone il 26 settembre, tra cui l'assegnazione della Dalmazia a Ferdinando di Borbone. L'imperatore interruppe bruscamente le trattative e Lord Lauderdale lasciò Parigi il 9 ottobre; a quella data Napoleone era già in Germania e stava avanzando in massa per sconfiggere i suoi nuovi nemici.

## Le forze in campo

### La Grande Armata
Napoleone, nonostante le notizie dei suoi informatori e i minacciosi segni della mobilitazione prussiana, in un primo momento non credette alla possibilità di una nuova guerra; il 17 agosto diede addirittura ordine di organizzare il ritorno della Grande Armata in Francia; il 26 agosto sottovalutava ancora il pericolo della Prussia; solo il 3 settembre egli finalmente dovette prendere atto che una nuova alleanza si stava formando contro di lui. Il rifiuto di Alessandro di ratificare il trattato e i crescenti preparativi prussiani lo decisero ad emanare le prime disposizioni per la guerra il 5 settembre, richiamando alle armi 50000 coscritti e 30000 riservisti; il 19 settembre Napoleone stabilì gli ordini di operazioni generali e si preparò a partire per la Germania e assumere il comando; il 5 ottobre 1806 arrivò a Bamberga.

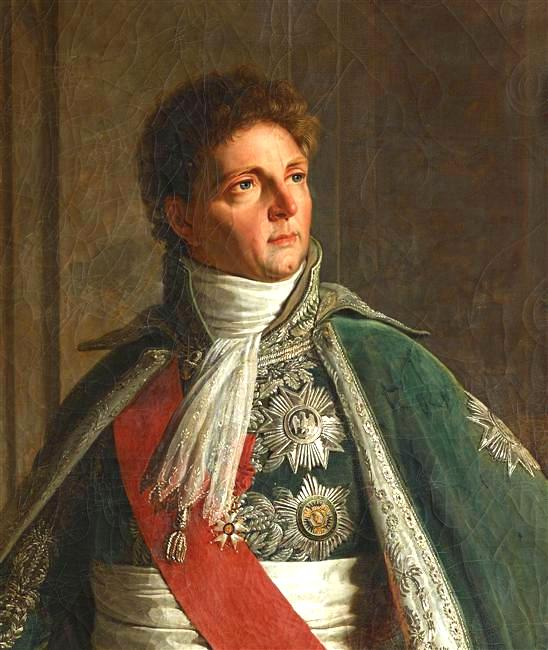
Il maresciallo Louis Alexandre Berthier, capo di stato maggiore della Grande Armata.

Nel frattempo la situazione della Grande Armata in Germania non era molto buona; i soldati mostravano malumore per il mancato ritorno in patria e la nuova guerra; la propaganda napoleonica cercò di sollevare il morale delle truppe con artifizi propagandistici; nel proclama dell'8 ottobre l'imperatore esaltò i suoi soldati e ne accrebbe la combattività accusando la Prussia del mancato ritorno in Francia. I preparativi peraltro furono come al solito del tutto insufficienti; l'intendente generale Jacques Villemanzy venne subito destituito da Napoleone e sostituito da Pierre Daru; i soldati entrarono in azione senza cappotti, senza scarpe di ricambio, con pochi giorni di razioni.
La Grande Armata nel 1806 aveva raggiunto il suo apogeo; nonostante le carenze organizzative e materiali e la povertà di mezzi causate da un sistema di intendenza e di forniture inefficiente e corrotto, questo esercito, sorto dalla fusione dei migliori elementi delle armate rivoluzionarie, era il più forte del mondo. I soldati, scarsamente riforniti, refrattari alla disciplina, spesso dediti al saccheggio e alle depredazioni nei territori occupati, erano tuttavia molto esperti, agguerriti, pieni di fiducia in sé stessi e convinti della propria superiorità di cittadini della "Grande nazione" di fronte agli eserciti della reazione e dell'aristocrazia. Gli ufficiali e i sottufficiali, provenienti anch'essi dai ranghi inferiori durante le lotte rivoluzionarie, erano desiderosi del combattimento e molto coraggiosi, aspirando all'elevazione sociale e materiale permessa dal sistema dell'uguaglianza e della promozione per merito.

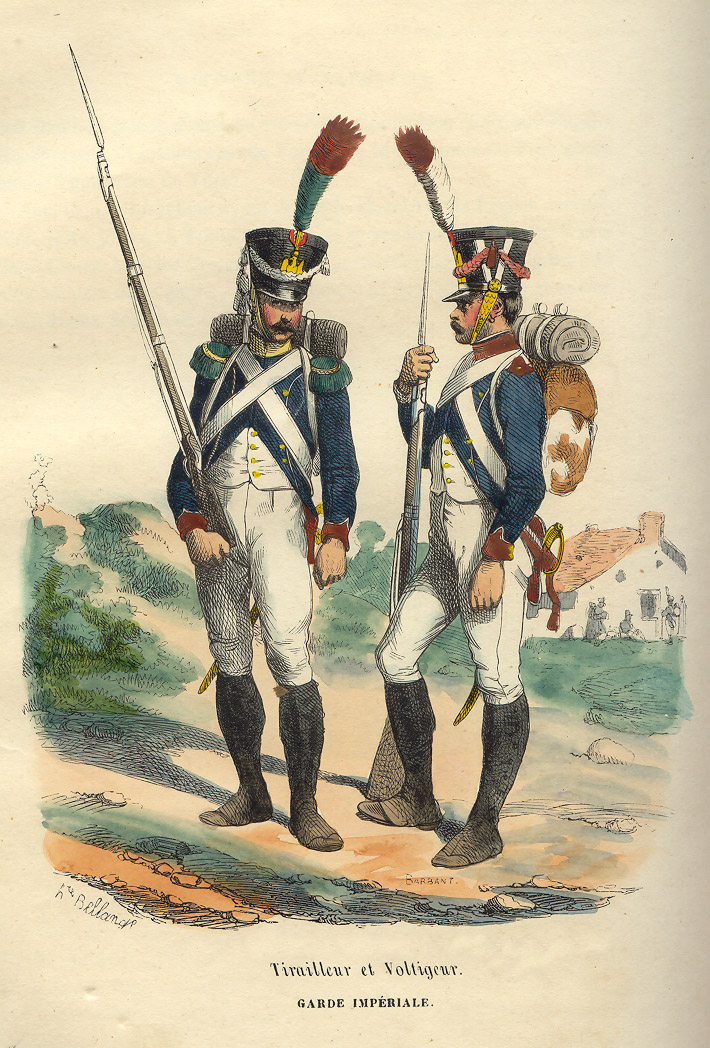
Fanteria leggera della Grande Armata.

Napoleone aveva migliorato l'efficienza e le capacità di impiego operativo degli eserciti rivoluzionari attraverso l'organizzazione dei corpi d'armata, grandi formazioni costituite da 2-4 divisioni con artiglieria e cavalleria di riserva in grado di sostenere temporaneamente uno scontro anche contro forze superiori, che permettevano la grande flessibilità della strategia napoleonica. Comandati dai suoi generali, quasi tutti elevati al rango di maresciallo di Francia dopo le precedenti vittorie, questi corpi d'armata consentivano all'imperatore di dominare grandi spazi con la sua tecnica di marcia separata ma coordinata, serrando progressivamente gli eserciti nemici in una zona sempre più ristretta prima del concentramento generale, al momento e nel punto giusto, per sferrare l'attacco risolutivo. La potenza della guerra napoleonica si fondava sulla straordinaria capacità intellettuale dell'imperatore che guidava e organizzava personalmente in tutti i dettagli le operazioni; i suoi marescialli, giovani, aggressivi e pronti a portarsi sulla linea del fuoco, erano valenti esecutori ma dipendevano totalmente dal loro capo per le scelte strategiche.

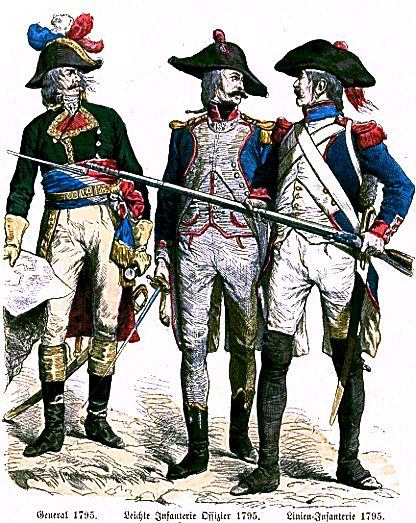
Fanteria di linea francese con l'uniforme delle armate rivoluzionarie che verrà modificata dopo il 1807.

Sul campo di battaglia la fanteria francese adottava teoricamente l'ordre mixte con un battaglione spiegato in linea ed altri due battaglioni sui lati schierati in colonne; in pratica in realtà i soldati di Napoleone impegnavano il combattimento, secondo la tradizione delle armate rivoluzionarie, con uno schieramento avanzato di fanteria leggera che, molto abile nel combattimento in ordine sparso, disgregava con il fuoco le linee avversarie; quindi il resto del reggimento con la fanteria di linea sferrava l'attacco finale in colonne profonde alla baionetta. La cavalleria francese, riorganizzata dall'imperatore, guidata da capi famosi e strutturata in corpi di riserva, disponeva di notevole forza d'urto ed era in grado di condurre con successo l'inseguimento del nemico battuto. Infine l'artiglieria, a cui Napoleone, ufficiale di artiglieria, dava grande importanza, pur non essendo molto numerosa era omogenea e razionalmente organizzata. L'imperatore, a partire dalla battaglia di Jena, iniziò a costituire ed impiegare "grandi batterie" di cannoni concentrati in un solo punto dello schieramento avversario per indebolire le linee nemiche prima del coupe de foudre, l'attacco decisivo della fanteria di linea.
Le "Disposizioni generali per il concentramento della Grande Armée" del 17 e 18 settembre erano indirizzate al maresciallo Louis Alexandre Berthier, comandante nominale dell'esercito in Germania, e stabilivano dettagliatamente il piano di concentramento delle forze per la guerra contro la Prussia. Il maresciallo Berthier comandava circa 160000 uomini con 300 cannoni, divisi in sei corpi d'armata, schierati in un ampio territorio tra il Reno, il Meno ed il Danubio, con quartier generale a Monaco. Gli ordini di Napoleone prevedevano dettagliatamente e con precise scadenze temporali il raggruppamento dei vari corpi; entro il 2 ottobre il VII corpo d'armata del maresciallo Pierre Augereau, il VI corpo del maresciallo Michel Ney e il I corpo del maresciallo Jean-Baptiste Bernadotte dovevano raggiungere Francoforte sul Meno, Norimberga e Ansbach; il 3 ottobre il III corpo d'armata del maresciallo Louis Nicolas Davout doveva raggiungere, partendo da Nördlingen, la città di Bamberga dove si sarebbe trasferito anche il Grande Quartier Generale, mentre il V corpo del maresciallo Jean Lannes, per il momento guidato dal maresciallo François Joseph Lefebvre, doveva arrivare a Königshofen; infine il 4 ottobre il IV corpo del maresciallo Nicolas Soult, stanziato più distante sulle rive del Inn, doveva raggiungere Amberg.
L'imperatore aveva anche previsto manovre diversive affidate al fratello Luigi che, con 30000 soldati olandesi doveva minacciare una manovra sul Reno a Wesel, ed al maresciallo Édouard Mortier che avrebbe concentrato l'VIII corpo d'armata a Magonza. Il 25 settembre Napoleone lasciò in segreto Parigi e il 2 ottobre raggiunse Würzburg dove assunse il comando dell'armata.

### L'esercito prussiano
L'esercito prussiano godeva ancora di grande fama in Europa; ritiratosi dalle guerre rivoluzionarie nel 1795 non era stato coinvolto nelle ripetute sconfitte dei coalizzati e manteneva l'elevata reputazione di efficienza e disciplina guadagnata durante le guerre di Federico il Grande dove si era dimostrato il più temibile strumento militare del continente. In apparenza la macchina da guerra della Prussia appariva ancora pericolosa e agguerrita. Imperniato sulla casta degli ufficiali Junker e sul reclutamento dei contadini, essendo la borghesia e la nobiltà esentati dal servizio militare, l'esercito rimaneva un apparato estremamente disciplinato dove il sistema del drill addestrava i soldati ad eseguire passivamente gli ordini ed a combattere secondo le tattiche settecentesche in ordine lineare allo scoperto, seguendo rigide procedure meccanicamente ripetute. Alle truppe prussiane erano aggregati anche 20000 soldati sassoni di fanteria e cavalleria che furono incorporati forzatamente e inseriti nelle forze campali.

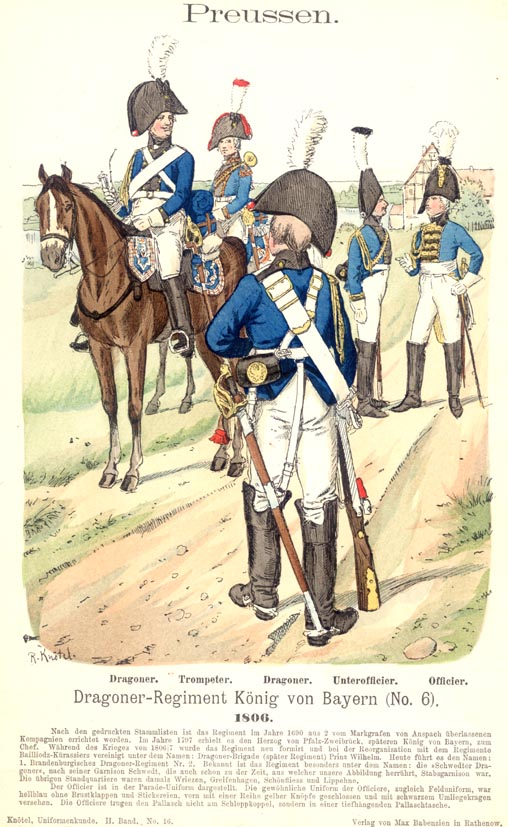
Cavalleria e ufficiali prussiani nel 1806.

In realtà, secondo la celebre espressione di Karl von Clausewitz, la spettacolare facciata esterna mascherava gravi carenze organizzative e dottrinali; le forze campali erano numerose, 121000 fanti, 35000 cavalieri e 15000 artiglieri con 550 cannoni, ma la struttura organica era arretrata e inefficiente; i reggimenti non erano raggruppati in divisioni ma venivano assemblati sul momento in formazioni composite senza adeguate strutture di comando e controllo; non esistevano corpi d'armata e mancavano riserve. Erano stati costituiti reggimenti di fanteria leggera, jäger e schützen, ma non erano addestrati a combattere in ordine sparso come i tirailleur francesi; le tattiche, pur prevedendo le scariche di fucileria, erano ancora basate sull'ordine obliquo e mancava la coordinazione tra fanteria leggera e di linea. I movimenti dell'esercito, resi difficoltosi dalla mancanza di adeguate strutture di comando, erano inoltre intralciati da pesanti traini di rifornimenti e vettovaglie; il servizio sanitario e il genio erano molto carenti.
La cavalleria prussiana, dotata di ottime cavalcature, era ancora efficiente e molto agguerrita; in particolare i reparti di ussari e la prestigiosa Garde du Corps; il parco d'artiglieria invece era scadente; i cannoni erano assegnati a livello di reggimenti e brigate e non erano in grado di fornire un fuoco massiccio e concentrato; l'artiglieria si limitava all'appoggio ravvicinato della fanteria. Questo esercito quindi, nonostante l'impressione esterna di potenza e perfetto addestramento, era molto meno moderno della Grande Armata ed inoltre mancava di esperienza in battaglia. I soldati, trasformati dalla disciplina draconiana in automi, furono sconcertati dalla inattese tattiche dei francesi; nonostante la disciplina e la precisione del fuoco, le truppe prussiane e i loro ufficiali non furono in grado di affrontare le veloci manovre sul campo dei soldati di Napoleone, disprezzati come "plebaglia atea" e invece dimostratesi aggressivi e pericolosi.
Un'altra grave carenza dell'esercito prussiano era costituita dalle strutture di comando; gli ufficiali erano in maggioranza incompetenti, mentre la direzione superiore, in teoria organizzata nel Ober Kriegs Collegium, era formata da una serie di generali anziani (il Duca di Brunswich 71 anni, il principe di Hohenlohe 60, il generale Blücher 64, il feldmaresciallo Heinrich von Möllendorf 81), poco risoluti, indecisi e in reciproca rivalità. Nonostante il valore e lo spirito di sacrificio dimostrato dalle truppe, le modeste qualità dei comandanti contribuirono alla rovinosa sconfitta. La guerra inoltre rimase un affare dinastico della nobiltà e della casta militare, la popolazione era indifferente e la resistenza all'occupazione fu molto limitata.

## Marcia della Grande Armée contro la Prussia
(Da una lettera di Napoleone al maresciallo Berthier il 10 settembre 1806)

### Movimenti dell'esercito prussiano

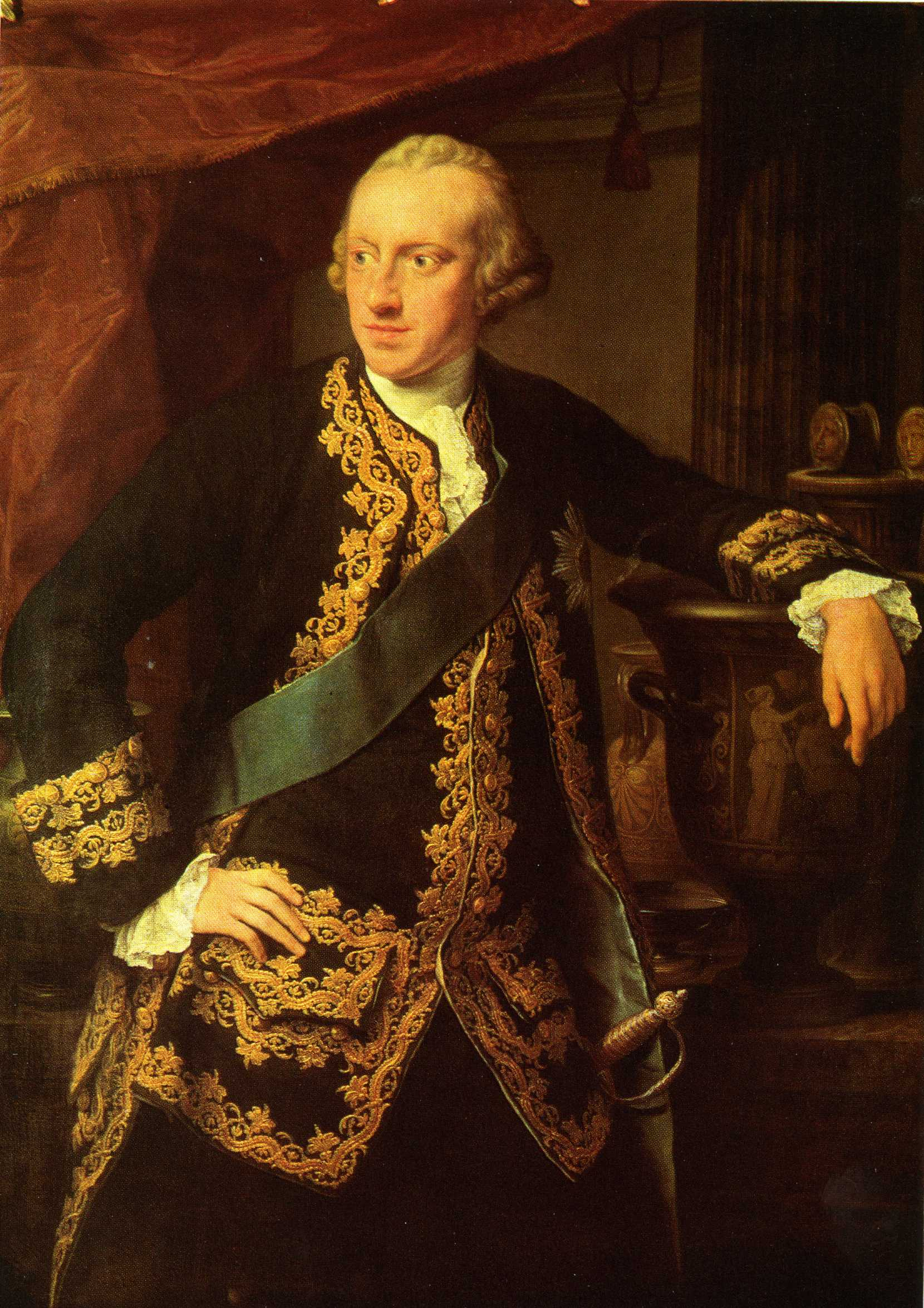
Il duca di Brunswick.

L'alto comando prussiano tuttavia, nonostante le indecisioni, era pienamente fiducioso della capacità dell'esercito di affrontare i francesi e impaziente di prendere l'iniziativa; non attese, come sarebbe stato possibile, al riparo del fiume Elba l'esercito russo anche se erano giunte notizie della costituzione di un'armata di oltre 100000 soldati russi sul fiume Bug al comando del Generale Levin von Bennigsen. Nonostante le prudenti proposte del Colonnello von Scharnhorst a favore di una strategia di attesa, l'esercito prussiano attraversò invece il fiume Elba e avanzò con la massa delle truppe in direzione della Turingia. In realtà i generali prussiani marciarono in tre gruppi separati con scarso coordinamento e, privi di piani di operazione dettagliati e in disaccordo sulla strategia da adottare, non riuscirono a concentrarsi in tempo per la battaglia.

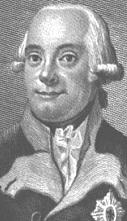
Il principe di Hohenlohe.

La massa principale, al comando del duca di Brunswick, comandante supremo, e con la presenza del re, era costituita da 60000 soldati prussiani; il duca non aveva che un'autorità nominale e il suo progetto di attaccare verso il fiume Meno a Würzburg per minacciare sul fianco l'esercito francese, il cui concentramento principale il 25 settembre era intorno a Norimberga, non era condiviso dal principe di Hohenlohe. Questi comandava un secondo raggruppamento di 50000 soldati prussiani e 20000 sassoni, e aveva marciato attraverso la Sassonia; egli proponeva invece di attaccare frontalmente i francesi sbucando dal Frankenwald in direzione di Bamberga. Era attesa una terza armata prussiana al comando del generale Ernst von Rüchel con 30000 soldati che dall'Hannover stava raggiungendo l'Assia.
Dopo lunghe discussioni e molti ripensamenti, i generali prussiani sembrarono trovare un accordo e in teoria, durante la riunione del consiglio di guerra del 27 settembre, venne adottato il piano del duca di Brunswick; un nuovo ripensamento seguì il 5 ottobre alla notizia che Napoleone in persona si era posto in marcia con la Grande Armata dalla zona di Würzburg-Bamberga in direzione di Bayreuth e Coburgo. I generali prussiani decisero ora di manovrare per minacciare e attaccare il fianco sinistro della massa francese in avanzata e quindi venne ordinato un nuovo concentramento generale a ovest del fiume Saale. A questo scopo il duca di Brunswick avrebbe dovuto raggiungere Weimar il 9 ottobre, il principe di Hohenlohe doveva portarsi a sua volta ad ovest della Saale da Höchdorf a Rüdolstadt, il generale von Rüchel, si sarebbe collegato con il duca di Brunswick marciando da Eisenach a Gotha e Fulda, infine un corpo di riserva di 13000 uomini, al comando di Eugenio Federico di Württemberg, sarebbe avanzato da Magdeburgo ad Halle.
Il principe di Hohenlohe quindi iniziò a muovere verso la Saale, per attraversare il fiume a Kahla e concentrarsi con l'armata principale prussiana nella zona di Jena; egli tuttavia non mantenne la coesione delle sue truppe e lasciò due formazioni sul fiume Saale al comando del generale Bogislav von Tauenzien e del principe Luigi Ferdinando che, isolati in posizioni esposte, rischiavano di incappare nella massa dei francesi in avvicinamento.

### IlBataillon carréin marcia
Napoleone arrivò a Bamberga il 5 ottobre, dove due giorni dopo ricevette l'ultimatum prussiano; egli aveva già dato le sue disposizioni e il concentramento della massa della Grande Armata intorno a Norimberga era già stato in gran parte completato alla fine di settembre; si trattava di una forza formidabile di circa 130000 soldati organizzati in sei corpi d'armata, rinforzati dalla riserva di cavalleria di Gioacchino Murat e dalla Guardia imperiale, reparti di osservazioni erano stati disposti lungo il Meno e nel Frankenwald. Inizialmente i confusi movimenti dei prussiani paradossalmente sorpresero l'imperatore che, non comprendendo il loro piano di operazioni, mantenne uno schieramento prudente e rimase dubbioso sul miglior piano da adottare. Napoleone era intenzionato a sferrare una rapida offensiva decisiva per schiacciare i prussiani prima dell'arrivo dei russi e, quindi, intendeva prendere l'iniziativa e costringere il nemico ad una battaglia a ovest dell'Elba. Napoleone non sottovalutava l'esercito prussiano, ai suoi collaboratori sembrò inquieto; disse che i prussiani "ci daranno più da fare degli austriaci"

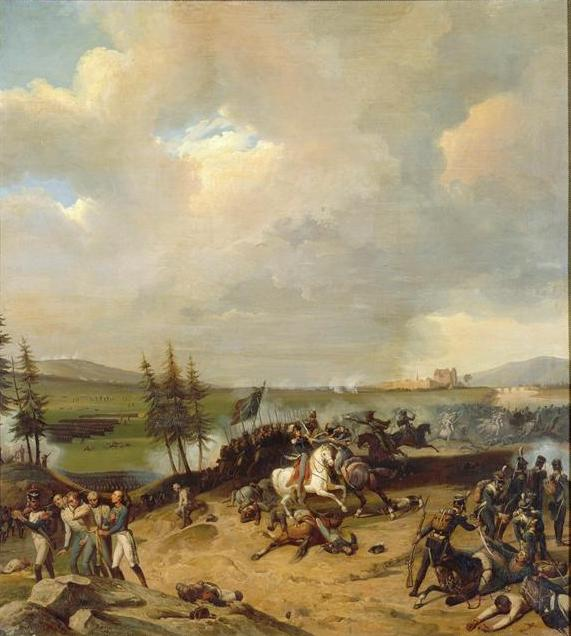
La battaglia di Saalfeld, dove venne sconfitto e ucciso il principe Luigi Ferdinando di Prussia.

In un primo momento Napoleone, informato dell'avvicinamento dei prussiani, ipotizzò che volessero dirigere su Magonza o Würzburg e progettò di bloccarli sul fiume Meno e aggirarli con una vasta manovra sul loro fianco sinistro; ma i prussiani continuarono a modificare i loro piani e arrestarono l'avanzata, quindi l'imperatore decise di passare risolutamente all'offensiva attraverso il Frankenwald per interrompere le loro comunicazioni con la linea dell'Elba. Napoleone studiò un magistrale ordine di marcia combinata, distribuendo opportunamente i suoi corpi d'armata in modo da poter mantenere una grande flessibilità operativa e di poter far fronte ad ogni possibile sorpresa del nemico durante il difficile movimento nel territorio irregolare e boscoso. In una lettera al maresciallo Soult del 5 ottobre Napoleone descrisse compiutamente la disposizione strategica e la direzione di marcia che aveva ideato per l'armata; parlò di un bataillon carré di 200000 uomini che avrebbe permesso di ottenere una schiacciante superiorità di forze "concentrate in un piccolo spazio" e avrebbe potuto attaccare in superiorità numerica il nemico "ovunque egli decidesse di resistere".
L'attraversamento del Frankenwald si svolse tra il 7 e il 9 ottobre ed ebbe completo successo; la Grande Armata avanzò in tre colonne separate, con scarsi collegamenti laterali, ma ognuna sufficientemente forte per sostenere una battaglia prolungata in attesa del concentramento delle altre forze. All'ala destra marciarono da Bayreuth il IV corpo del maresciallo Soult e il VI corpo del maresciallo Ney con 50000 soldati; senza incontrare resistenza queste forze sbucarono fuori dal Frankenwald e arrivarono a Hof; al centro avanzarono da Bamberga verso Kronach il I corpo del maresciallo Bernadotte, il III corpo del maresciallo Davout, la cavalleria di Murat e la Guardia imperiale, con un totale di 70000 soldati, con Napoleone e il quartier generale dell'armata subito dietro; a sinistra il V corpo del maresciallo Lannes e il VII corpo del maresciallo Augereau, con 41000 soldati, da Schweinfurt avanzarono su Coburg e Saalfeld.

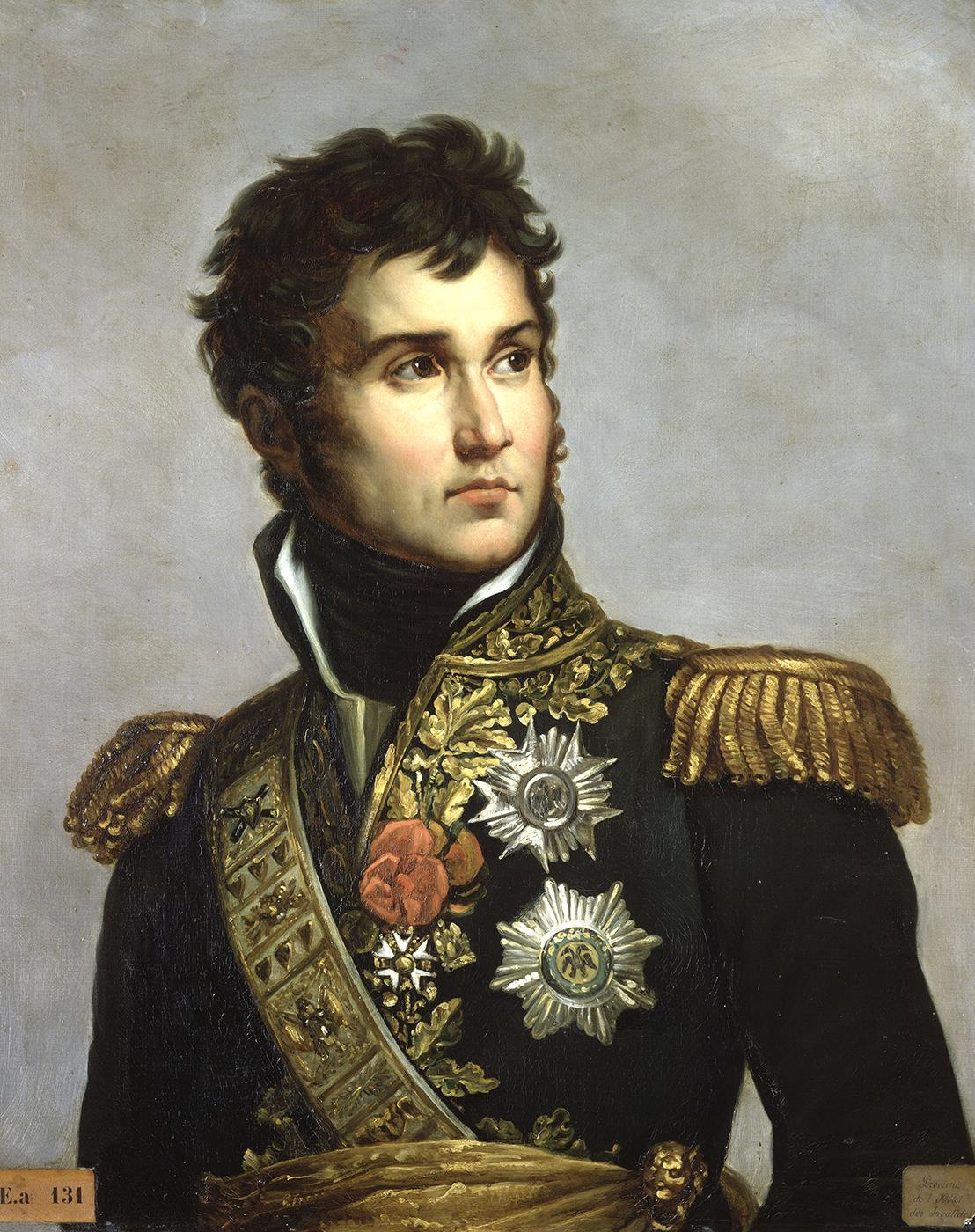
Il maresciallo Jean Lannes, comandante del V corpo d'armata francese a Jena.

I soldati francesi, come sempre ignari dei grandi piani dell'imperatore, si impegnarono, come nella campagna di Ulma, in una snervante marcia forzata di lunghe ore senza accantonamenti, con precari bivacchi notturni organizzati in piccoli villaggi rapidamente devastati per costruire dei ripari; in media il grosso dell'armata percorse 36-39 chilometri al giorno su un terreno difficile e irregolare. Nonostante l'apparente confusione, Napoleone coordinò i movimenti delle varie colonne con grande abilità. Mentre la colonna di destra arrivò ad Hof senza combattere, un primo scontro ebbe luogo il 9 ottobre a Schleiz dove le forze del generale Tauentzien, 9000 uomini, vennero attaccate e facilmente sconfitte dai reparti della cavalleria di Murat e da una parte del I corpo d'armata del maresciallo Bernadotte. Questo primo insuccesso accrebbe i dubbi ed i timori dei generali prussiani e il duca di Brunswick ordinò il mattino del 10 ottobre a tutti i reparti di ripiegare a ovest della Saale; l'ordine non raggiunse in tempo il principe Luigi Ferdinando che con i suoi 8300 uomini venne attaccato a Saalfeld dal V corpo del maresciallo Lannes. I prussiani furono messi in rotta ed il principe venne ucciso durante un combattimento all'arma bianca con il capitano Guindet del 10° ussari francese.
Dopo queste prime vittorie, Napoleone inizialmente ipotizzò che i prussiani stessero ripiegando verso Lipsia e quindi i suoi primi ordini dopo il superamento del Frankelwald da parte del bataillon carrè della Grande Armata, prevedevano un concentramento a Gera per marciare verso Lipsia, ma il giorno 11 ottobre la situazione cambiò completamente; la cavalleria di Murat non individuò il nemico verso Lipsia, informatori al contrario comunicarono che i prussiani erano ancora ad ovest della Saale, vicino a Erfurt. Quindi Napoleone modificò totalmente le sue disposizioni: il nuovo centro d'operazioni dell'armata sarebbe stato ad Auma, le truppe dovevano subito iniziare una conversione generale verso sinistra di novanta gradi, conquistare i passaggi sulla Saale a Kahla, Kösen e Dornburg e avanzare verso Erfurt, l'imperatore previde che la battaglia avrebbe avuto luogo probabilmente il 16 ottobre. L'estrema flessibilità dello schieramento delle colonne dei corpi d'armata permise a Napoleone di effettuare il cambiamento di fronte con rapidità e precisione. Il V corpo del maresciallo Lannes divenne l'avanguardia dell'armata e puntò su Kahla, seguito dal VII corpo del maresciallo Augereau; sull'ala destra avanzarono verso Kösen e Dornburg il III corpo del maresciallo Davout e il I corpo del maresciallo Bernadotte, sulla sinistra si schierarono il VI corpo del maresciallo Ney e la cavalleria pesante di Murat, alla retroguardia seguiva il IV corpo del maresciallo Soult.

## La battaglia

### Ultime manovre

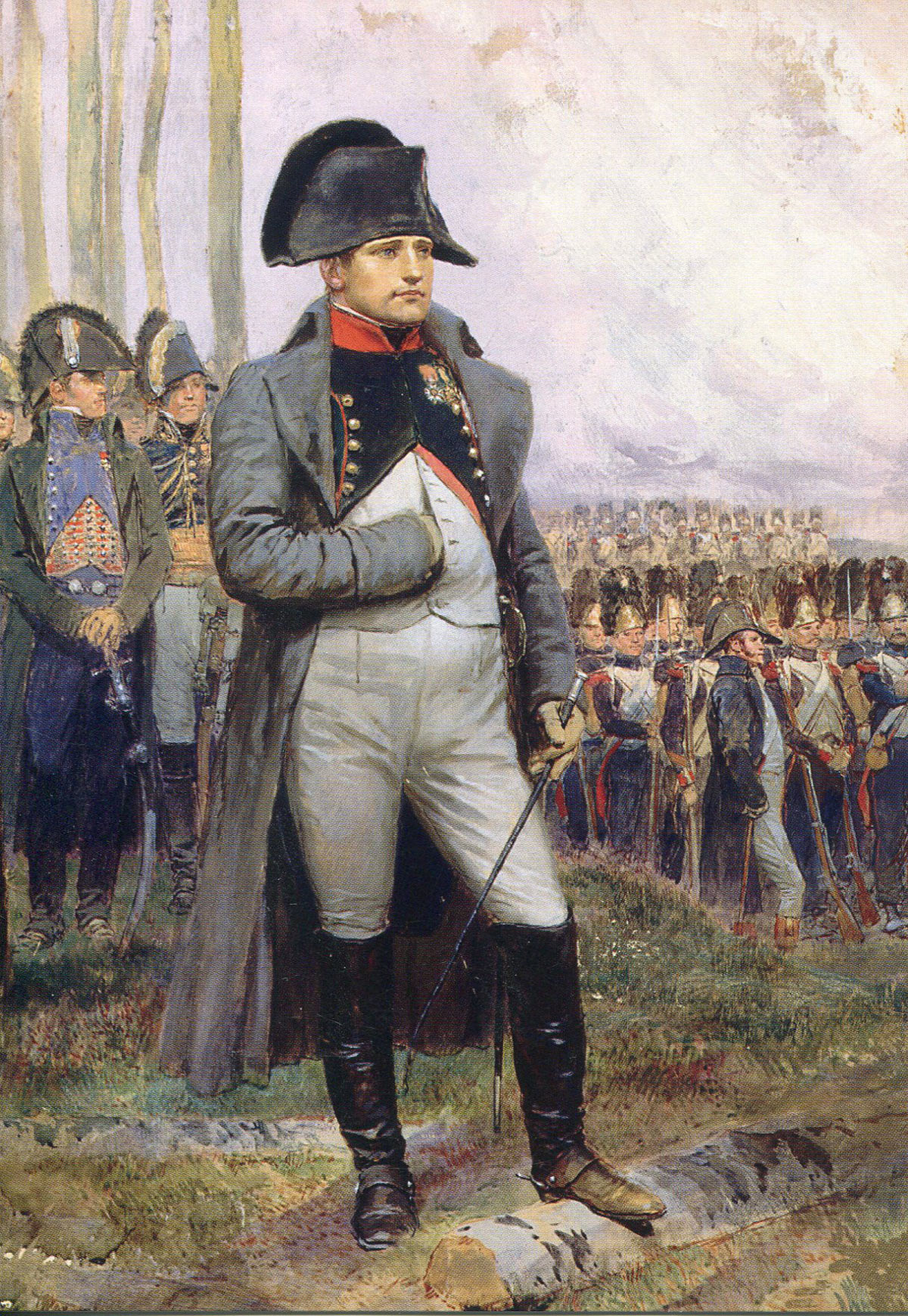
Napoleone durante la campagna del 1806.

Il 12 ottobre 1806 Napoleone arrivò a Gera dove alle ore 09.00 del giorno seguente diramò le ultime disposizioni per il concentramento finale dell'armata; dai rapporti provenienti dai marescialli Murat, Davout e Augereau l'imperatore comprese che i prussiani erano ormai intenzionati a battere in ritirata verso nord e che il loro raggruppamento principale era verosimilmente vicino a Weimar. Napoleone quindi, prevedendo una marcia del nemico verso Magdeburgo, decise di recarsi nel pomeriggio a Jena dove avrebbe dovuto trovarsi il corpo d'armata del maresciallo Lannes di cui non erano ancora arrivate notizie. Lungo la strada per Jena finalmente l'imperatore ricevette il rapporto del maresciallo: Lannes in effetti aveva attraversato la Saale a Kahla e quindi, risalendo la riva sinistra del fiume, era arrivato a Jena dove aveva individuato la presenza di forze nemiche valutate in circa 30000 uomini. Il maresciallo aveva subito occupato con i suoi 25000 soldati l'altopiano del Landgrafenberg che dominava la piana sottostante di Jena. Apprese queste notizie, Napoleone quindi si affrettò per raggiungere il maresciallo Lannes sull'altopiano e previde che probabilmente la battaglia decisiva era imminente e sarebbe stata combattuta già il 14 ottobre.
Di conseguenza l'imperatore diramò un'ultima serie di direttive ai suoi luogotenenti per completare il concentramento generale intorno a Jena in cui si prevedeva che fosse raggruppato il grosso dell'esercito nemico; il piano di Napoleone prevedeva di concentrare in 24 ore oltre 100000 uomini: il maresciallo Augereau doveva passare con il VII corpo per Kahla e schierarsi al mattino del 14 ottobre sul fianco sinistro del maresciallo Lannes, mentre contemporaneamente il maresciallo Soult con il IV corpo si sarebbe posizionato sul fianco destro. Al maresciallo Davout l'imperatore ordinò di marciare con il III corpo attraverso Naumburg e Kösen per minacciare il fianco sinistro dei prussiani; mentre il maresciallo Bernadotte venne diretto con il I corpo a Dornburg, a mezza strada tra Jena e Naumburg; infine la cavalleria di Murat doveva seguire dietro il I corpo, e il VI corpo del maresciallo Ney doveva a sua volta marciare subito verso Jena.

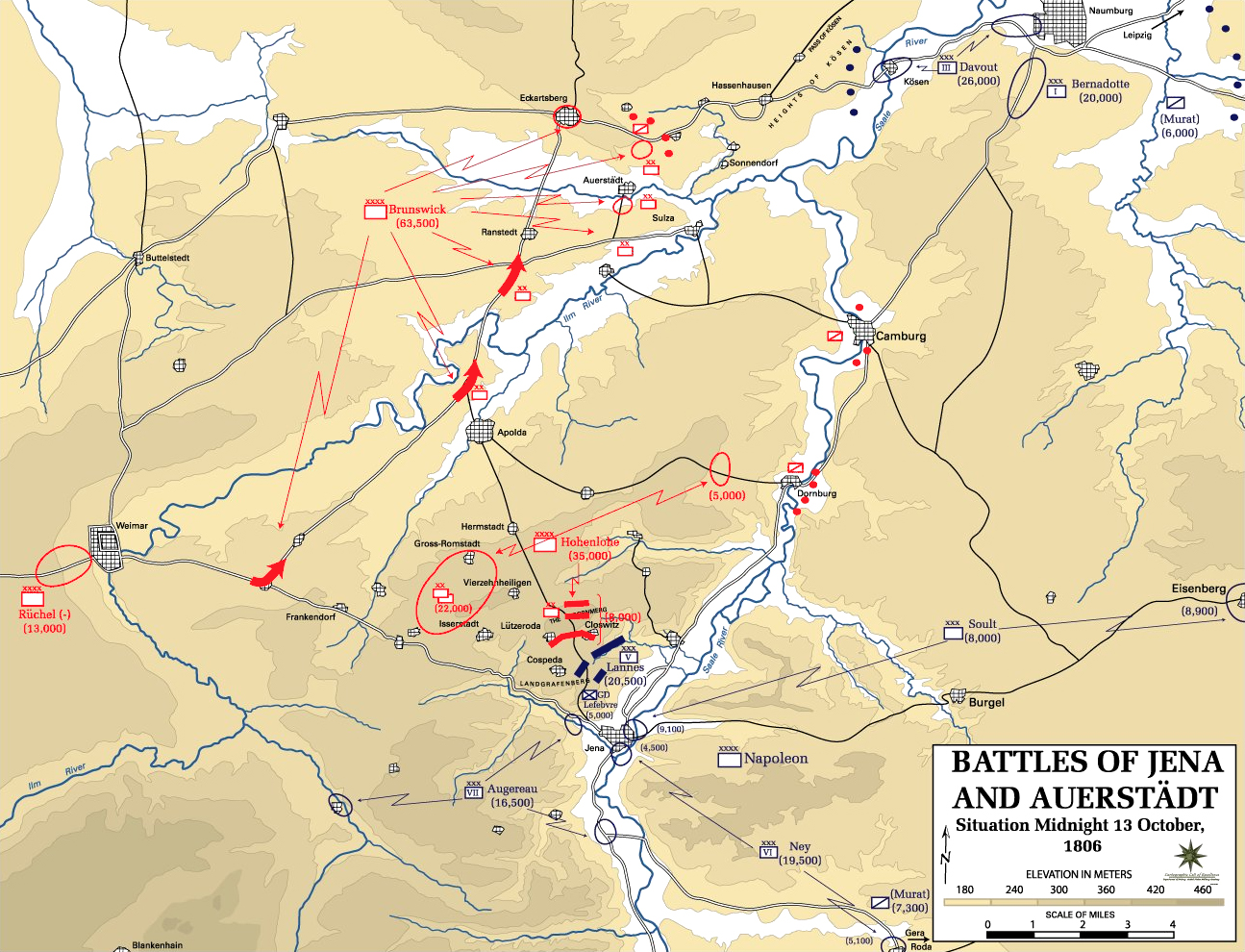
Il campo di battaglia di Jena e Auerstädt; situazione alle ore 24.00 del 13 ottobre 1806.

Napoleone era ora pienamente fiducioso nella vittoria; il 12 ottobre aveva inviato una lettera al re di Prussia in cui, dopo aver affermato la sua sicurezza di vincere e l'inutilità della resistenza prussiana, consigliava al sovrano di sospendere la guerra ed evitare un grande spargimento di sangue; l'imperatore proclamava di "non volere nulla" ma scriveva anche al re: "voi sarete vinto". Napoleone scrisse anche alla moglie; disse di sentirsi "ottimamente", che il re e la regina di Prussia erano vicini, che la regina "avrebbe presto avuto il piacere di una battaglia"; quanto a lui, "i miei affari vanno benone".
Nel campo nemico, nonostante i proclami bellicosi della regina che continuava a considerare Napoleone "un mostro infernale sorto dal fango", in realtà i generali prussiani, sempre più timorosi e confusi, non avevano intenzione di combattere una battaglia decisiva contro la Grande Armata in avvicinamento e, al contrario, in un consiglio di guerra del 13 ottobre era stato deciso di iniziare una ritirata generale verso nord ed evitare un confronto a Jena. Le decisioni stabilivano che l'armata principale con il re e il duca di Brunswick ripiegasse subito verso nord, attraverso Apolda e Kösen, per dirigere a Halle; nel frattempo l'armata del principe di Hohenlohe sarebbe rimasta per il momento a Jena per coprire sul fianco la manovra, con l'aiuto delle truppe del generale von Rüchel che erano arrivate a Weimar. Quindi le disposizioni di Napoleone avrebbero consentito ai francesi di raggiungere una schiacciante superiorità tattica a Jena, ma rischiavano di esporre il III corpo del maresciallo Davout alla pressione del grosso dell'esercito prussiano in ritirata.
Napoleone arrivò a Jena alle ore 16.00 del 13 ottobre e si recò subito sul Landgrafenberg per conferire con il maresciallo Lannes e valutare personalmente la situazione; dopo aver esaminato il terreno l'imperatore organizzò il suo bivacco sull'altopiano in mezzo ai soldati della Guardia e autorizzò l'accensione di alcuni fuochi per riscaldare le truppe. Ai soldati fu concesso di ricercare viveri e liquori tra le case della città abbandonata dalla popolazione, e i francesi raccolsero molto bottino incendiando anche una parte delle abitazioni. Durante la notte Napoleone dormì poco e ispezionò ancora gli avamposti insieme ai marescialli Lannes e Soult ed ai generali Louis Gabriel Suchet e Jean Marie Savary; esaminò a lungo le carte e alle ore 02.00 controllò la marcia dell'artiglieria sui ripidi sentieri verso il Landgrafenberg. Napoleone era calmo e ottimista, nel proclama alle truppe prima della battaglia scrisse che "l'armata prussiana è divisa come quella di Mack a Ulma, essa combatte solo per salvarsi".
L'imperatore intendeva, secondo i piani tracciati per la battaglia, guadagnare spazio per schierare i corpi d'armata in arrivo e quindi il maresciallo Lannes avrebbe dovuto discendere con il V corpo dal Landgrafenberg; ai marescialli Davout e Bernadotte, l'imperatore assegnò il compito di attaccare verso Apolda e intercettare la via di ritirata dei prussiani. Alcune precisazioni inviate dal maresciallo Berthier, secondo le indicazioni di Napoleone, al maresciallo Davout alle ore 22.30 del 13 ottobre crearono una certa confusione: prescrivevano che il maresciallo Bernadotte poteva unirsi al III corpo o, alternativamente, marciare su Dornburg come stabilito originariamente dall'imperatore. I due marescialli si incontrarono a Naumburg alle ore 01.30 del 14 ottobre; Bernadotte respinse le sollecitazioni di Davout per marciare affiancati e dichiarò che si sarebbe diretto a Dornburg, come ordinato.

### Il campo di battaglia

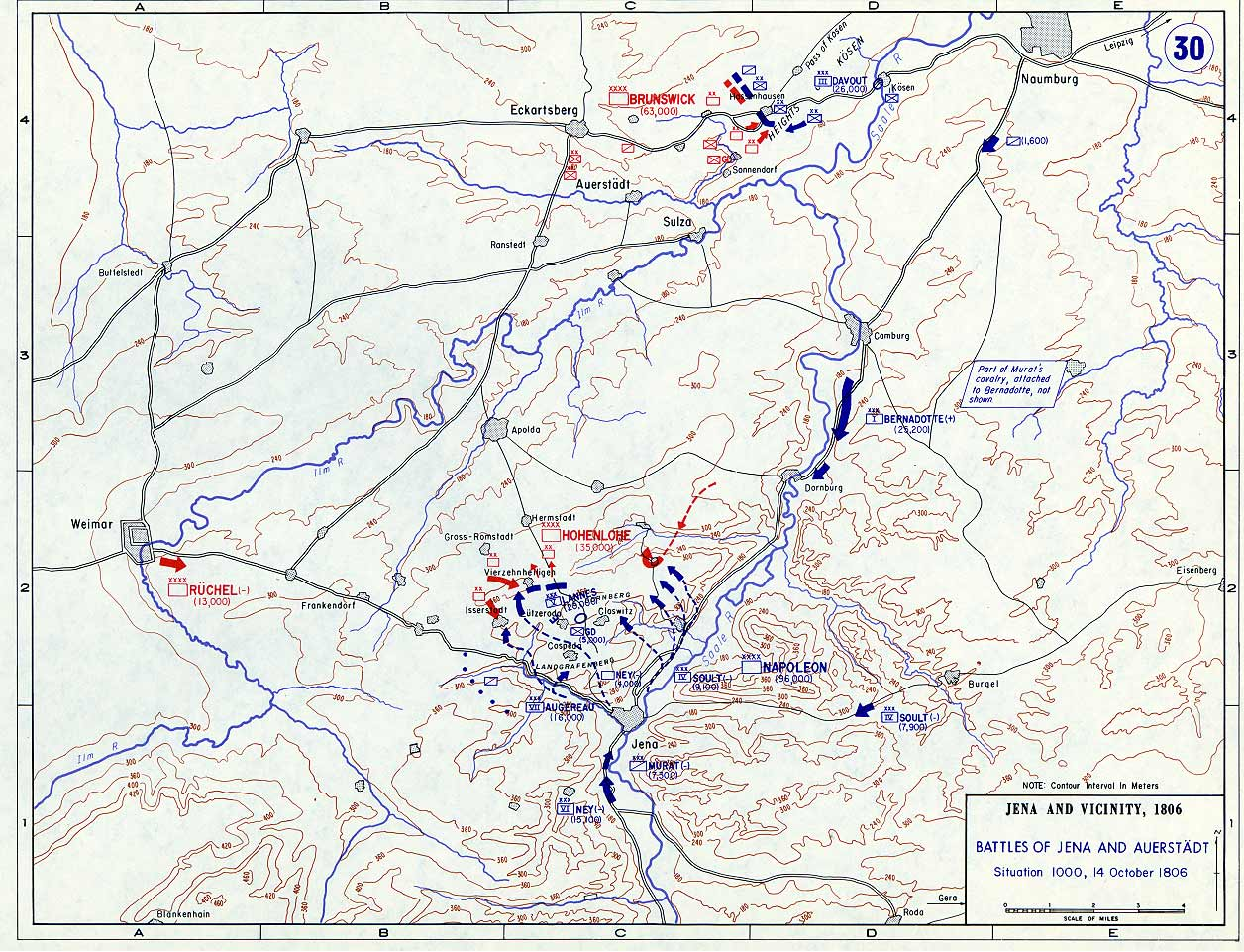
Il campo di battaglia di Jena e Auerstädt; situazione alle ore 10.00 del 14 ottobre 1806.

Delimitato a est dal corso del fiume Saale, il campo di battaglia di Jena si estendeva su circa 42 chilometri quadrati; la città si trovava sulla riva occidentale del fiume nell'angolo meridionale di quest'area ed era sovrastata a ovest da una serie di alture la più importante delle quali era il Landgrafenberg, fittamente boscoso, che raggiungeva una quota massima di 361 metri sul picco del Windknollen dove si trovava un mulino a vento. A nord-ovest dell'altura si estendeva una vasta pianura nel complesso ampiamente scoperta tranne per alcuni piccoli boschi e dei modesti rilievi; a nord scorreva il piccolo ruscello del Gönnerbach che confluiva nella Saale.

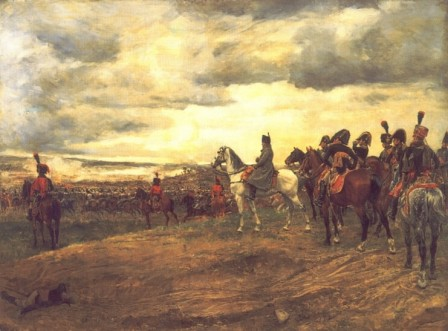
Napoleone sul campo di battaglia di Jena.

La pianura era percorsa da alcune strade campestri che collegavano una serie di piccoli villaggi; immediatamente a ovest del Landgrafenberg si trovavano da nord-est a sud-ovest Rödigen, Closewitz, Lützeroda e Cospeda; circa due chilometri più a ovest si incontrava una seconda linea di agglomerati: Nerkewitz, Klippendorf, Vierzehnheiligen e Isserstedt; infine ancora più a ovest c'era un terzo gruppo di villaggi: Klein Romstedt, Gross Romstedt, Kapellendorf e Kötschau. Il limite occidentale di questa vasta area era delimitato dal torrente Herressener Bach, mentre a sud passava la strada maestra che conduceva da Weimar a Jena, che percorreva un territorio fittamente boscoso e attraversava anche la impervia strettoia dello Schnecke Pass.
In questa area, il mattino del 14 ottobre 1806, era schierato l'esercito prussiano del principe Hohenlohe; in realtà, ignaro della presenza nelle vicinanze del grosso dell'armata francese con Napoleone, il comandante prussiano non prese alcuna iniziativa e non tentò di intralciare il concentramento del V corpo del maresciallo Lannes sul Landgrafenberg. Inoltre le truppe prussiane erano ampiamente disperse nell'area e scarsamente pronte per una battaglia campale. Sembra che il principe avesse progettato di attaccare, ma nuove disposizioni del duca di Brunswick, trasmesse dal generale Christian von Massenbach, suo principale consigliere, gli imposero di evitare ogni azione che potesse innescare una battaglia e di limitarsi a coprire la ritirata dell'esercito. In posizione esposta nei villaggi di Closewitz e Lützeroda erano raccolti 8000 soldati al comando del generale Tauentzien; mentre sei chilometri a nord-est, nelle vicinanze dell'attraversamento sulla Saale a Dornburg, si trovavano i 5000 soldati del generale Holtzendorf, un piccolo distaccamento di cavalleria era ancora più a nord a guardia del guado di Kamburg. La massa principale del principe di Hohenlohe, 22000 uomini, era invece sparpagliata nell'area compresa tra i villaggi di Kötschau, Isserstedt, Gross Romstedt e Kapellendorf.
Napoleone credeva di avere di fronte l'intero esercito prussiano e quindi le truppe del maresciallo Lannes potevano essere esposte, in inferiorità numerica e con il fiume Saale alle spalle, ad un attacco nemico prima dell'arrivo degli altri corpi; era importante affrettare la concentrazione dell'armata; l'imperatore intendeva sferrare al più presto un attacco generale. Le disposizioni tattiche di Napoleone, diramate alle ore 20.30 del 13 ottobre, prevedevano nel dettaglio il concentramento dei vari corpi d'armata ancora in movimento verso Jena e il loro schieramento sul campo di battaglia; mentre il maresciallo Davout, eventualmente con il concorso del I corpo del maresciallo Bernadotte, avrebbe marciato da Naumburg verso Apolda, il VI corpo del maresciallo Ney sarebbe salito sul Landgrafenberg per rinforzare il V corpo del maresciallo Lannes. Il maresciallo Soult con il IV corpo avrebbe effettuato un movimento aggirante sul fianco destro attraverso i villaggi di Löbstedt, Rödigen e Nerkwitz, mentre il maresciallo Augereau con il VII corpo sarebbe avanzato sul fianco sinistro, passando attraverso lo Schnecke Pass a ovest di Lützeroda. Infine Murat avrebbe affrettato il raggruppamento della cavalleria e avrebbe costituito, insieme alla Guardia imperiale, la riserva centrale.

### Prima fase della battaglia
Prima del sorgere del sole del 14 ottobre venne letto il proclama di Napoleone alle truppe e l'imperatore sfilò a cavallo davanti alle linee alla luce delle lanterne; l'azione ebbe inizio alle ore 07.00 del mattino e una fitta nebbia, presente sulla piana, intralciò i movimenti delle truppe del V corpo del maresciallo Lannes. I soldati avanzarono quasi alla cieca con il rischio di urti e confusione; malgrado la scarsa visibilità i reparti continuarono a marciare e mantennero la coesione; alle ore 10.00 il sole dissolse la nebbia nella piana ad ovest del Landgrafenberg e i soldati francesi poterono finalmente riprendere un soddisfacente contatto visivo tra loro.

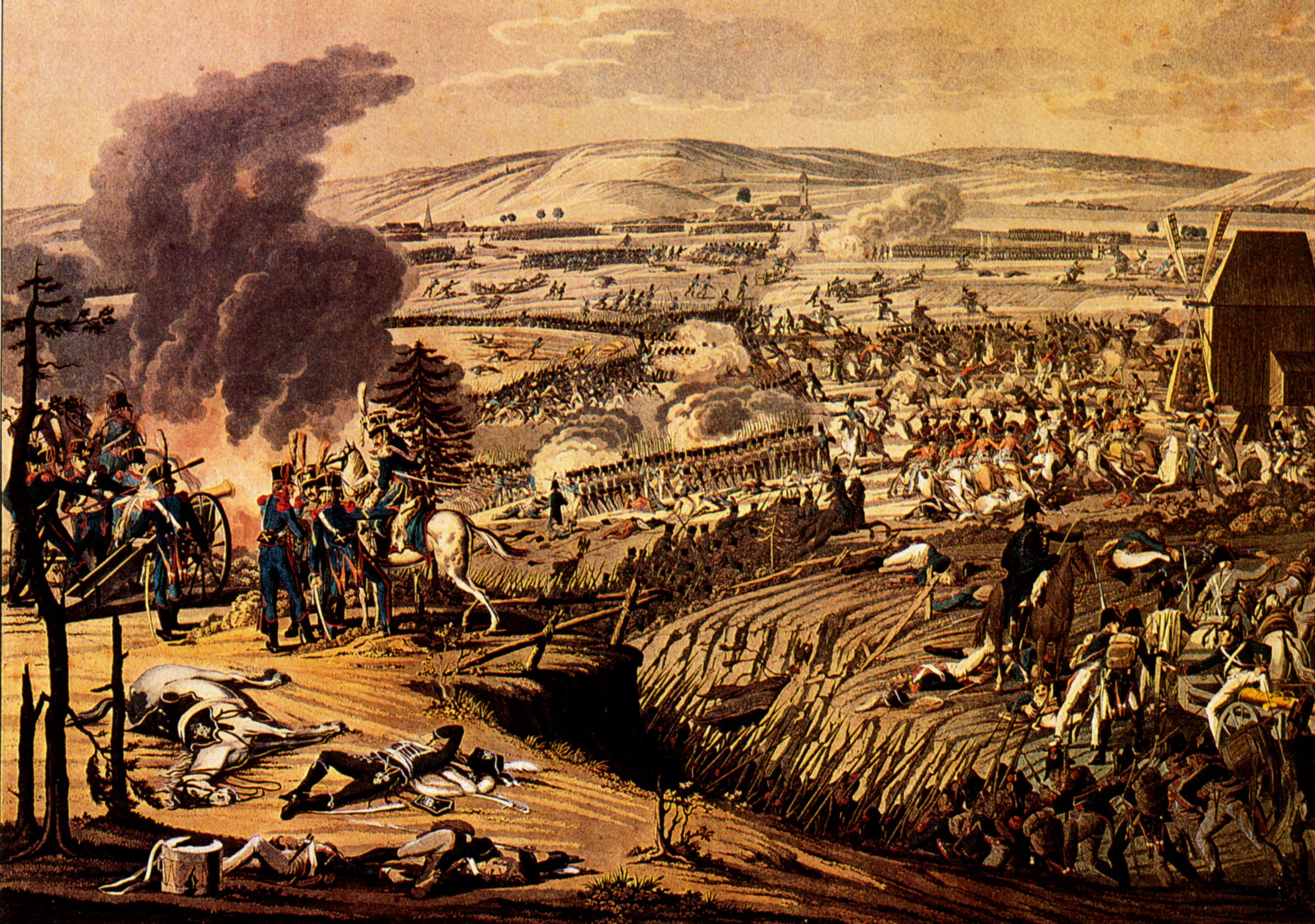
La battaglia di Jena in un'opera di Johann Moritz Rugendas. L'opera illustra l'avanzata sul fianco sinistro prussiano del IV corpo d'armata del maresciallo Nicolas Soult.

Napoleone, impaziente di prendere l'iniziativa, ordinò alle ore 06.30 al maresciallo Lannes di passare all'attacco, nonostante la nebbia, in direzione di Closewitz per guadagnare spazio in cui far affluire i corpi d'armata in arrivo; l'attacco del V corpo venne sferrato dalla divisione del generale Suchet sulla destra verso Closewitz e dalla divisione del generale Honoré Théodore Gazan sulla sinistra verso Cospeda. Preceduti da nugoli di tirailleur, i soldati francesi di linea avanzarono verso i loro obiettivi cogliendo di sorpresa i prussiani che si trovavano ancora nei loro accampamenti e che dovettero improvvisare una prima difesa. La brigata del generale Michel Marie Claparède, elemento di testa della divisione del generale Suchet, attaccò in forze i reggimenti prussiani Rechten e Zweiffel appartenenti alle truppe del generale Tauentzien; il 17º reggimento leggero si dispiegò di fronte mentre il 34º e il 49º di linea di schierarono dietro in colonne per l'assalto; dopo violenti scontri alle ore 09.00 Closewitz venne conquistata, i battaglioni Herwart e Pelet furono respinti e i francesi del generale Claparède avanzarono lungo la strada di Lützeroda.
L'artiglieria francese, schierata sul Landgrafenberg, bersagliò con grande efficacia le truppe prussiane in ritirata, ed anche i battaglioni Thiollaz, Lecocq e Lichtenhain che accorrevano di rinforzo, sottoposti al fuoco dei cannoni, ripiegarono fino ad una nuova posizione organizzata dal generale Tauentzien. Nel frattempo la brigata del generale François Frédéric Campana, appartenente alla divisione del generale Gazan, a causa della nebbia fitta aveva deviato verso sinistra dove attaccò e disperse il battaglione Rosen. Il generale Gazan incontrò maggiori difficoltà per occupare Cospeda; il primo attacco venne respinto ed i prussiani tentarono anche di contrattaccare; i francesi dovettero combattere duramente, il 17° leggero subì dure perdite; infine la brigata del generale Jean-François Graindorge avanzò verso Lützenroda e superò la resistenza del battaglione Erichsen e della compagnia Werner; i prussiani furono costretti alla ritirata. Il generale Tauentzien aveva deciso di ripiegare dalle sue posizioni troppo esposte in direzione di Vierzehnheiligen dove il comandante prussiano radunò i suoi reggimenti di reserva ed i resti dei reparti sconfitti dalle truppe del V corpo d'armata.
Il maresciallo Lannes proseguì audacemente in avanti e le sue truppe conquistarono anche il villaggio di Vierzehnheiligen, ma alle ore 09.30 i prussiani sferrarono un contrattacco e misero in difficoltà i francesi che dovettero in un primo momento ripiegare abbandonando parte del terreno conquistato compresi Closewitz, Lützeroda e Vierzehnheiligen. Il maresciallo dimostrò determinazione e capacità tattica, i francesi ripresero rapidamente l'iniziativa, rientrarono a Closewitz e Lützenroda, mentre la brigata del generale Dominique Vedel, formazione di riserva della divisione Gazan respinse un tentativo di avanzata dei reggimenti prussiani Zweiffel, Hewarth e von Pelet. Alle ore 10.00 la battaglia al centro rallentò mentre più a nord era in pieno svolgimento la manovra sul fianco destro del IV corpo d'armata del maresciallo Soult.

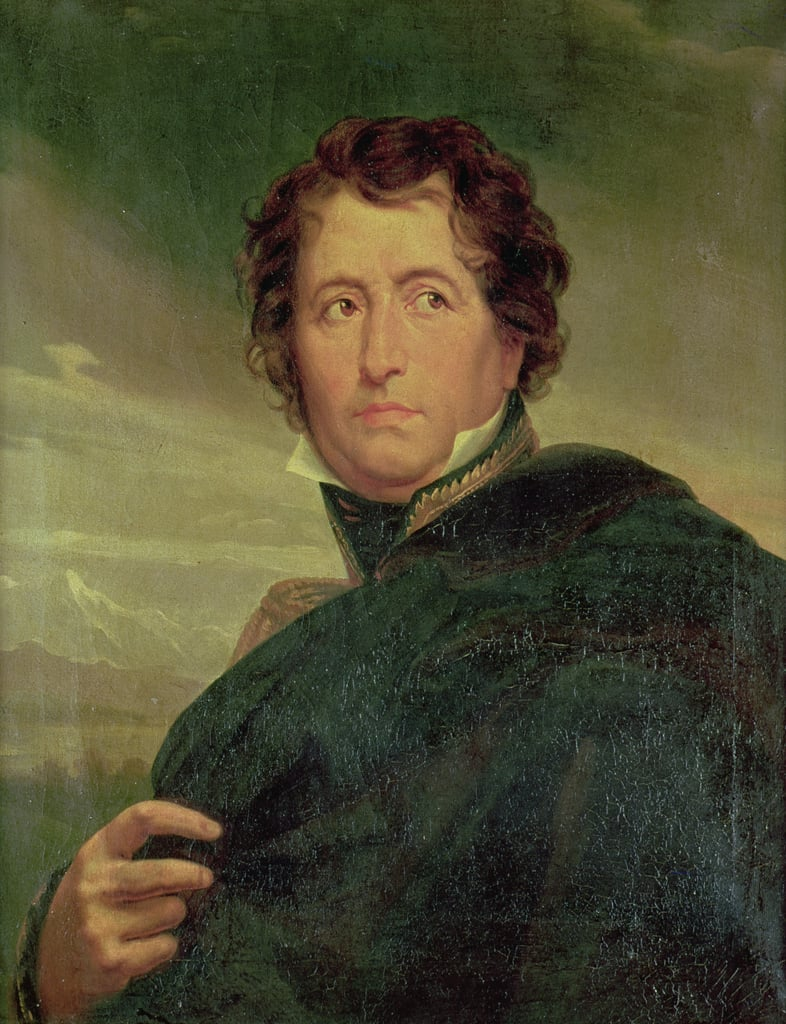
Il maresciallo Nicolas Soult, comandante del IV corpo d'armata a Jena.

Il IV corpo d'armata era impegnato dal primo mattino nella marcia di aggiramento del fianco sinistro prussiano su un terreno irregolare e fittamente boscoso; nonostante queste difficoltà i soldati francesi marciarono in fretta, superarono i villaggi di Löbstedt e Zwatzen e si inoltrarono in avanti, dopo una breve sosta ordinata dal maresciallo Soult per far avvicinare l'artiglieria. La marcia del IV corpo era guidata dalla divisione del generale Louis Saint-Hilaire che alle ore 8.00 aveva già disperso la fanteria leggera nemica e aveva continuato verso nord-ovest; entro le ore 08.00 il 43º e il 55º reggimento di linea attaccarono e misero in fuga i battaglioni prussiani Hundt e Metsch. Dopo questi primi scontri i francesi, stanchi ma fiduciosi, raggiunsero il villaggio di Rödigen; gli elementi di punta erano costituiti dal 10º reggimento leggero e dal 36º reggimento di linea della brigata del generale Jacques de Candras, coperti sul fianco destro da due reparti di cavalleria leggera. A questo punto, intorno alle ore 10.00, i francesi del IV corpo d'armata furono improvvisamente attaccati sul fianco dalle truppe prussiane del corpo del generale Holzendorff che avevano abbandonato la loro posizione a Dornburg e, marciando al suono del cannone, si erano opportunamente dirette verso Nerkewitz insieme con una batteria di cannoni, fanteria leggera e cavalleria.
I prussiani dei battaglioni Losthien e Borke sbucarono fuori dalla boscaglia intorno a Rödigen e aprirono il fuoco contro la fanteria della brigata del generale Varé, appartenente alla divisione Saint-Hilaire; ma le truppe francesi reagirono prontamente, la fanteria leggera del 10º reggimento dimostrò la sua superiorità e, schierata in ordine sparso, bersagliò il nemico infliggendo sensibili perdite; il 36° di linea respinse un attacco di cavalleria. In breve tempo i prussiani si trovarono in difficoltà e, attaccati anche dalla brigata di cavalleria leggera del IV corpo d'armata comandata dal generale Margaron, iniziarono a ripiegare. Il generale Holtzendorff ordinò la ritirata, ma le colonne prussiane furono attaccate e in parte disperse, perdendo due bandiere e alcuni cannoni, i francesi catturarono 400 prigionieri.
Nonostante i tentativi del generale Holtzendorff di organizzare una nuova resistenza a Nerkewitz, la superiorità del IV corpo del maresciallo Soult era netta; la fanteria leggera della divisione del generale Saint-Hilaire si infiltrò nelle posizioni nemiche e minacciò il loro fianco sinistro, mentre la cavalleria attaccò il centro. Le truppe prussiane si disgregarono e in maggioranza fuggirono verso Apolda, mentre il comandante radunò solo pochi soldati e alcuni cannoni che inviò a Klein Romstedt. Il maresciallo Soult era padrone dei boschi di Rödigen e aveva la strada libera per marciare verso Krippendorf e minacciare, secondo gli intendimenti del piano di battaglia di Napoleone, il fianco sinistro dello schieramento prussiano. Alle ore 10.15 il IV corpo iniziò quindi a deviare verso sud-ovest mentre contemporaneamente era ripresa l'aspra battaglia al centro intorno al villaggio di Vierzehnheiligen.

### Tentativi di resistenza prussiani
Mentre il grosso del VI corpo d'armata francese era ancora in marcia per raggiungere il campo di battaglia, il comandante di questa formazione, il combattivo maresciallo Ney, aveva raggiunto alla prime luci dell'alba Jena con il suo stato maggiore e con circa 7000 cavalieri delle divisioni dei generali Louis Klein e Jean-Joseph d'Hautpoul della riserva di cavalleria di Murat; il maresciallo Berthier ordinò al comandante del VI corpo di portarsi subito sull'altipiano di Landgrafenberg e prepararsi a sostenere il fianco destro del maresciallo Lannes ed il maresciallo Ney, desideroso di entrare in azione, completò alle ore 09.30 la manovra e quindi, dopo aver lasciato i suoi ufficiali a dirigere il concentramento delle divisioni di fanteria, decise di portarsi al centro del campo di battaglia con due squadroni di cavalleria e due battaglioni di fanteria.

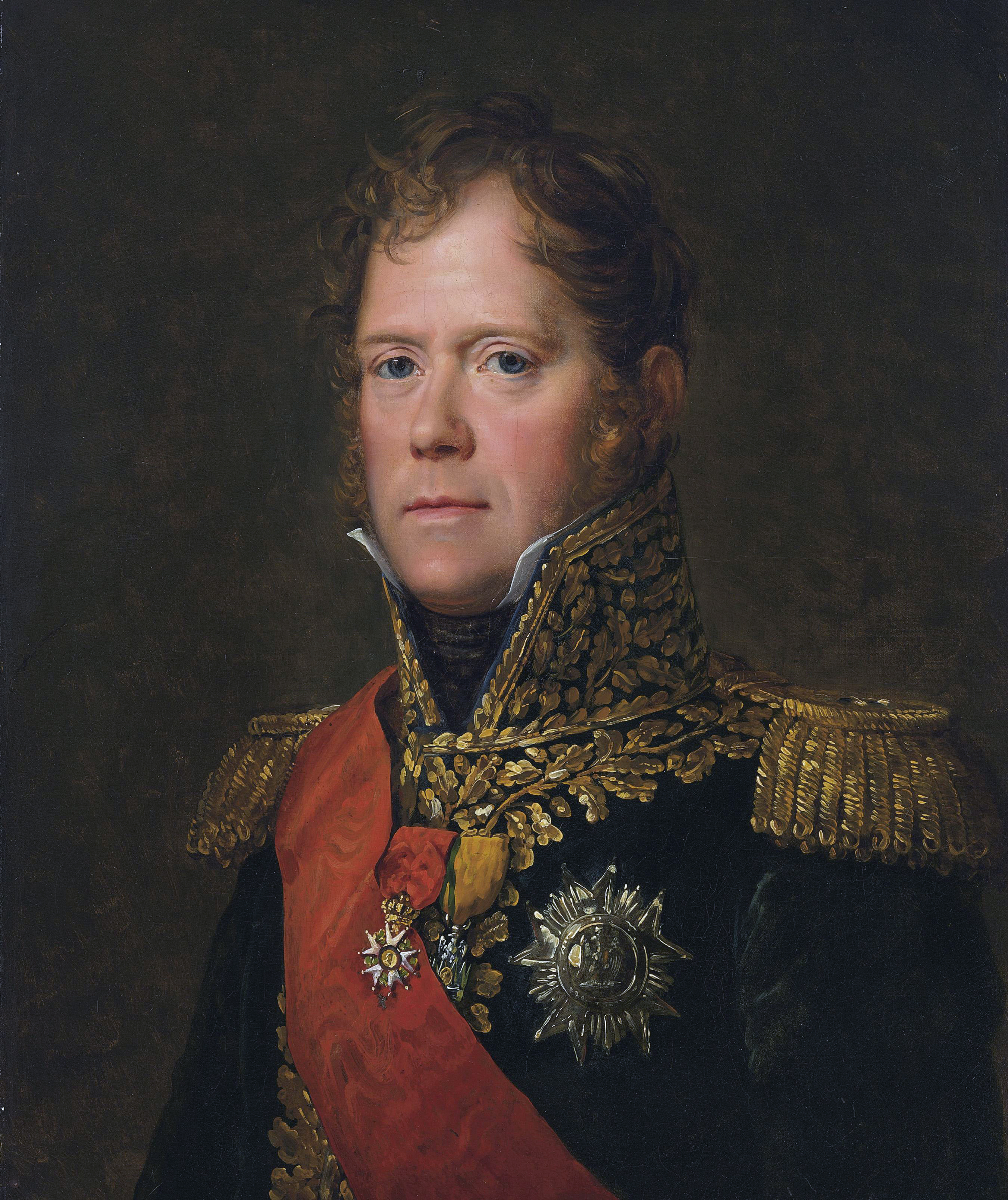
Il maresciallo Michel Ney, comandante del VI corpo d'armata francese a Jena.

Alle ore 09.30 anche il principe Hohenlohe, dopo una riunione con i suoi ufficiali al posto di comando di Klein Romstedt, prese importanti decisioni tattiche; convintosi della forza delle truppe francesi schierate sul suo fronte e intenzionato a coprire la marcia del duca di Brunswick verso Kösen, il principe decise di rafforzare il suo schieramento e affrontare la battaglia. Corrieri furono quindi inviati al generale von Rüchel, che si trovava a Weimar con circa 15000 soldati e 40 cannoni, con l'ordine di accorrere prontamente verso Jena; una brigata sassone al comando del generale von Zechawitz fu posizionata lungo la strada per Weimar per mantenere aperto il passo per i rinforzi di von Rüchel. Infine il principe Hohenlohe decise di far ripiegare i reparti del generale Tauentzien che erano duramente pressati dal nemico e di affrettare l'afflusso in prima linea della divisione di riserva del generale von Grawert.

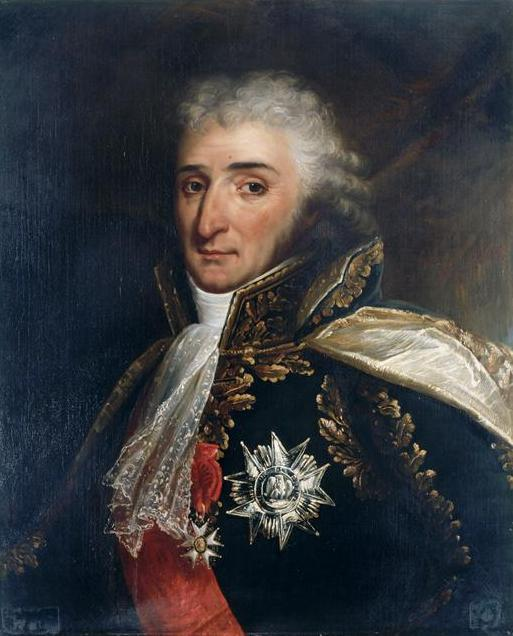
Il maresciallo Pierre Augereau, comandante del VII corpo della Grande Armata.

Il maresciallo Ney arrivò sul campo di battaglia di Vierzehnheiligen mentre le truppe del V corpo del maresciallo Lannes erano in difficoltà contro le crescenti forze prussiane, e l'irruente comandante del VI corpo, avendo rilevato che il fianco destro era già adeguatamente rafforzato dall'arrivo del IV corpo del maresciallo Soult mentre sul fianco sinistro di Lannes era in marcia, tra Isserstedt e Lutzeroda il VII corpo del maresciallo Augereau, prese la decisione, senza informare Napoleone, di gettarsi nella battaglia con i suoi 3000 uomini al centro a ovest di Vierzehnheiligen. Questa affrettata manovra avrebbe provocato il solo momento di difficoltà per i francesi durante la battaglia e sconcertò l'imperatore, rammaricato per l'avventatezza del suo maresciallo.
Inizialmente l'audace avanzata delle esigue forze del maresciallo Ney ottenne qualche successo cogliendo di sorpresa alcuni reparti di artiglieria e cavalleria prussiana; i francesi occuparono il villaggio di Vierzehnheiligen e proseguirono verso la collina Dornberg. Tuttavia ben presto la situazione del reparto isolato in avanti divenne pericolosa; l'artiglieria prussiana concentrò il fuoco e bloccò ogni ulteriore avanzata, mentre vennero in avanti in file compatte le riserve che il principe Hohenlohe aveva concentrato. Numerosi squadroni di cavalleria e undici battaglioni di fanteria prussiana avanzarono in ordine serrato, la cavalleria francese venne respinta e fu costretta a ripiegare, il maresciallo Ney dovette improvvisare una difesa in quadrato con le sue deboli forze rimaste isolate dall'avanzata nemica.

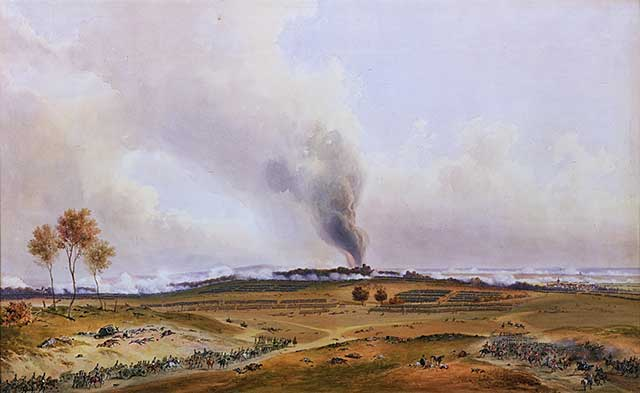
La battaglia di Jena in un dipinto di Jean-Antoine-Siméon Fort.

Fortunatamente per i francesi Napoleone comprese subito le difficoltà del maresciallo Ney e prese una serie di energici provvedimenti che ristabilirono rapidamente la situazione a favore della Grande Armata; il maresciallo Lannes ricevette ordine di riprendere gli assalti su Vierzehnheiligen e cercare di prendere contatto con le truppe isolate, il maresciallo Augereau venne sollecitato ad accelerare la sua marcia su Isserstedt per collegarsi con il fianco sinistro del maresciallo Ney, infine l'imperatore fece venire avanti due reggimenti di cavalleria e l'artiglieria della Guardia imperiale che era schierata nelle retrovie. La battaglia stava raggiungendo il suo momento culminante mentre la fanteria prussiana avanzava in formazione serrata in ordine obliquo con l'ala sinistra più avanzata, mostrando notevole disciplina ed elevato morale. A Vierzehnheiligen si accese una violenta battaglia tra gli jäger prussiani e la fanteria leggera del maresciallo Lannes che, più abile nel combattimento in ordine sparso, ebbe la meglio e riconquistò il villaggio.
A questo punto il principe Hohenlohe, indeciso e prudente, preferì arrestare la marcia della sua fanteria di linea e attendere i rinforzi del generale von Rüchel, ma in questo modo diede tempo al maresciallo Lannes di rinforzare il suo schieramento e passare all'attacco con il suo V corpo d'armata verso Dornberg; il 100º e 103º reggimento di linea della divisione del generale Gazan si scontrarono con le file allineate prussiane del generale von Grawert. L'avanzata francese venne temporaneamente arrestata dal fuoco di fila nemico ma il V corpo riuscì a prendere contatto con l'ala destra del maresciallo Ney che venne anche disimpegnato dall'arrivo sulla sua sinistra della divisione del generale Jacques Desjardin. Questi reparti erano l'avanguardia del VII corpo d'armata del maresciallo Augereau; il 105º reggimento di linea e il 16° leggero, rafforzati dalla brigata del generale Dominique Vedel, attaccarono il villaggio di Isserstedt e l'ala destra prussiana, difesa dalle forze dei generali Cerrini e Dyhern. Alle ore 13.00 i francesi avevano ormai conquistato Isserstedt e tagliato fuori le truppe sassoni schierate a sud del villaggio; i soldati francesi del 105º reggimento sbaragliarono con un attacco frontale la brigata Dyhern.
Alle 11.30 il maresciallo Ney riuscì a ripiegare con le sue deboli forze fino alle linee principali francesi dove Napoleone non mancò di rimproverare l'ufficiale per la sua eccessiva audacia. Ora le forze francesi stavano continuamente aumentando di numero, oltre al IV corpo del maresciallo Soult sulla destra, erano in arrivo il grosso del VII corpo del maresciallo Augereau sulla sinistra e finalmente le divisioni di fanteria del VI corpo del maresciallo Ney; oltre 42000 soldati freschi stavano per rinforzare i 54000 uomini già in azione dalla prima mattina, fornendo all'imperatore una schiacciante superiorità numerica e tattica per la fase finale della battaglia.

### Vittoria completa francese

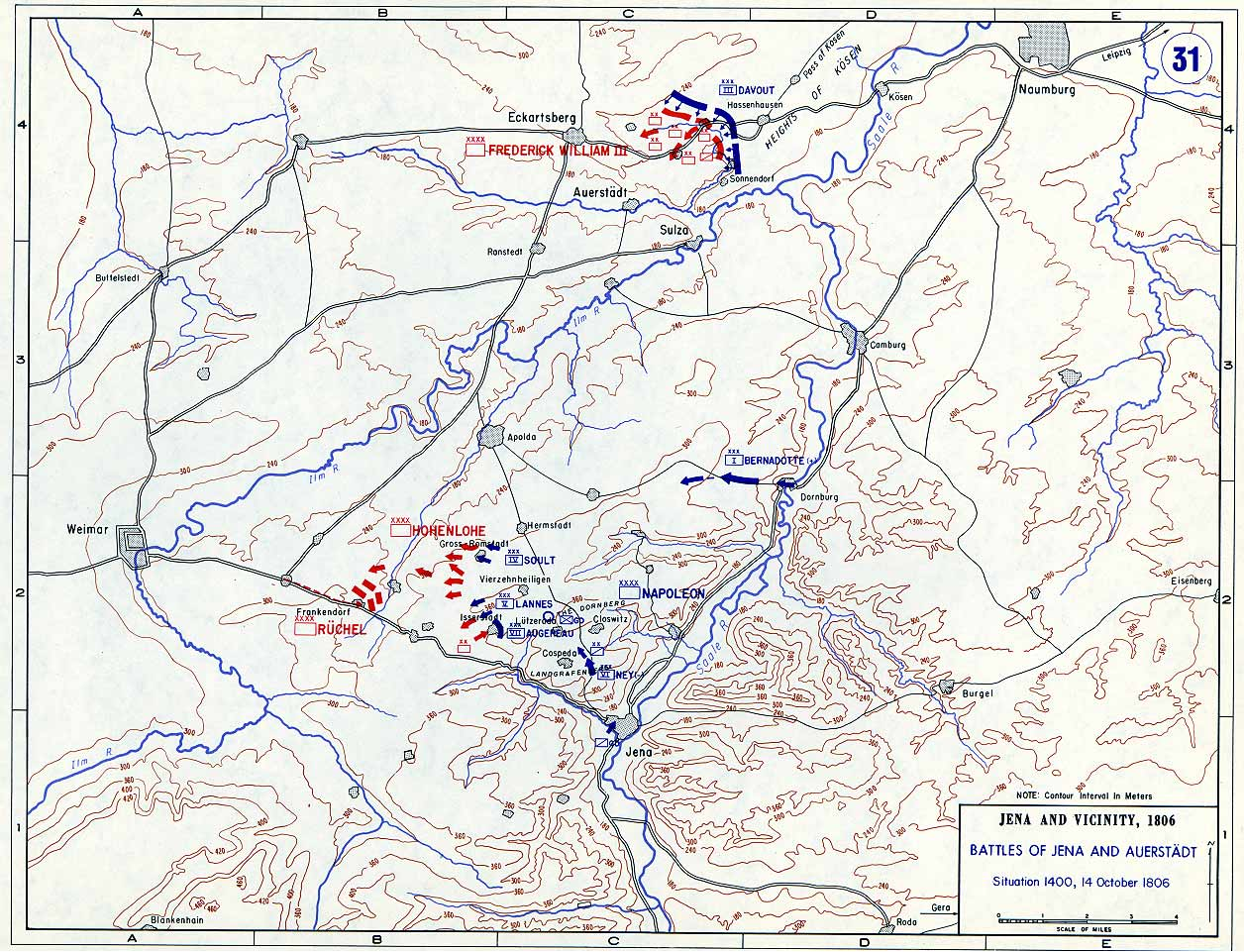
Il campo di battaglia di Jena e Auerstädt; situazione alle ore 14.00 del 14 ottobre 1806.

La decisione del principe Hohenlohe di fermare la marcia delle sue truppe di fanteria in attesa dell'arrivo dei rinforzi del generale von Rüchel e anche dei resti del reparto del generale Holtzendorff espose le file compatte prussiane, schierate allo scoperto, al fuoco dell'artiglieria francese ed inoltre consentì alla fanteria leggera della Grande Armata di bersagliare con un fuoco micidiale il nemico; in questa fase le perdite prussiane sotto il tiro dei francesi furono molto alte. Inoltre il maresciallo Lannes riprese i suoi attacchi al centro ad ovest di Vierzehnheiligen che vennero rallentati solo dall'intervento di una brigata di cavalleria sassone. La situazione dei prussiani era in continuo peggioramento: i tirailleur francesi si stavano infiltrando sui fianchi dello schieramento, ed inoltre la strada per Weimar era minacciata dall'avanzata di parte del VII corpo del maresciallo Augereau, con la divisione del generale Étienne Heudelet, rinforzato con la divisione del generale Jean Gabriel Marchand del VI corpo. Il principe Hohenlohe era cosciente del continuo rafforzamento delle truppe nemiche ma, sempre in attesa dell'arrivo del generale von Rüchel, decise di resistere cercando di rafforzare la sua ala destra dove il maresciallo Augereau minacciava di aggirare completamente le linee del generale von Grawert.
Nel frattempo il maresciallo Soult aveva raggiunto con la divisione del generale Saint-Hilaire il villaggio di Klippendorf, difeso dalle deboli truppe della brigata prussiana Kollin; l'attacco francese ebbe rapidamente successo, il nemico fu messo in rotta e le truppe del maresciallo Soult occuparono il villaggio e il mulino a vento di Klippendorf. Dopo questo nuovo successo, alle ore 12.30 Napoleone ritenne quindi giunto il momento di sferrare il coupe de foudre, l'offensiva generale per sbaragliare il nemico. Dal quartier generale imperiale furono subito inviati messaggeri ai marescialli con gli ordini definitivi per l'ultima fase della battaglia; mentre sul fianco sinistro il maresciallo Augereau con il VII corpo doveva prendere possesso dell'importante strada per Weimar, sulla destra il IV corpo del maresciallo Soult con la divisione Saint-Hilaire, rinforzata dalle divisioni fresche del generale Claude Legrand e del generale Jean François Leval, avrebbe aggirato il fianco sinistro prussiano per intercettare la strada per Apolda. Dopo l'inizio delle due manovre sui fianchi, la massa del V corpo del maresciallo Lannes e del VI corpo del maresciallo Ney avrebbe attaccato al centro per aprire il varco decisivo; la cavalleria al comando diretto del maresciallo Gioacchino Murat si sarebbe tenuta pronta sfruttare la breccia caricando subito dietro la fanteria. Di riserva sarebbe rimasta come al solito la Guardia imperiale, nonostante le rimostranze di questi soldati veterani raramente impiegati in battaglia dall'imperatore.

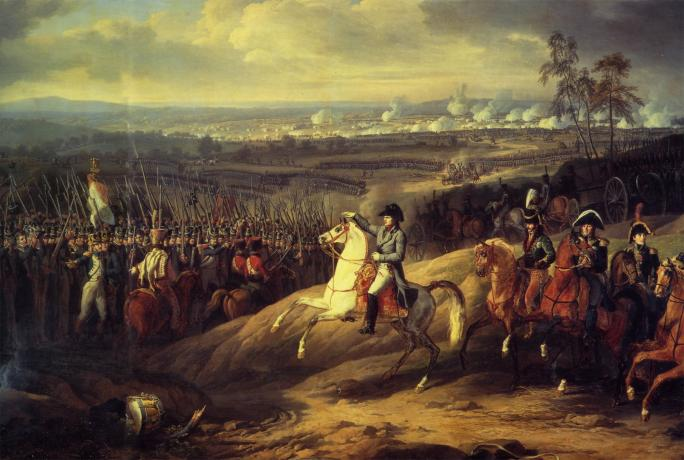
Napoleone alla battaglia di Jena.

L'assalto generale della Grande Armata ebbe inizio alle ore 12.30; dopo un massiccio fuoco dei cannoni dell'artiglieria portata in prima linea per scuotere le linee nemiche, la fanteria francese attaccò in tutti i settori. Sulla sinistra il VII corpo del maresciallo Augereau combatté duri scontri per il possesso della strada per Weimar difesa dai reparti sassoni delle brigate Nehrdorf, Burgsdorf e Boguslawski. Dopo una serie di cariche di cavalleria dei dragoni del generale Dominique Klein, la divisione Heudelet attaccò con il 7º reggimento leggero sulla sinistra e la divisione Desjardin avanzò sulla destra con il 16° leggero e il 14° e 44° di linea; sotto gli attacchi francesi i sassoni iniziarono a ripiegare, la divisione Heudelet travolse le brigate Boguslawski e Nehrdorf, e la ritirata si tramutò in rotta; la maggior parte delle truppe sassoni furono catturate.
Nel frattempo sul fianco destro il IV corpo del maresciallo Soult riprese i suoi attacchi di aggiramento mentre il V del maresciallo Lannes, rinforzato dal 105º reggimento di linea, e il VI corpo del maresciallo Ney, con le divisioni dei generali Marchand e Pierre-Louis Marcognet, attaccarono al centro delle linee prussiane provocando il cedimento del nemico; Il principe Hohenlohe, di fronte ai segni di un crollo, dovette ordinare un ripiegamento tra Gross Romstedt e Klein Romstedt; questa ritirata, dopo una fase iniziale in cui le truppe riuscirono a mantenere la coesione, si trasformò in fuga precipitosa dopo le ore 13.45 quando Napoleone diede ordine a Murat di sferrare il suo attacco con la cavalleria di riserva. Il maresciallo Murat, dopo aver raggruppato la cavalleria leggera del V, VI e VII corpo d'armata, i corazzieri del generale d'Hautpoul e i dragoni del generale Klein, caricò contro le truppe prussiane in ripiegamento, disorganizzando la ritirata e provocando il panico tra i soldati nemici. La maggior parte dei reparti prussiani, coperti dal reparto del colonnello Winkler che si batté bene a Gross Romstedt, fuggirono in rotta lungo la strada di Weimar inseguiti dalla cavalleria, mentre altri gruppi, completamente disorganizzati, riuscirono a ritirarsi verso Apolda, grazie anche alla resistenza del generale Tauntzien. Alle ore 14.30 lo schieramento del principe Hohenlohe era ormai distrutto e i soldati prussiani si ritiravano nella confusione come un "fiume di fuggiaschi".

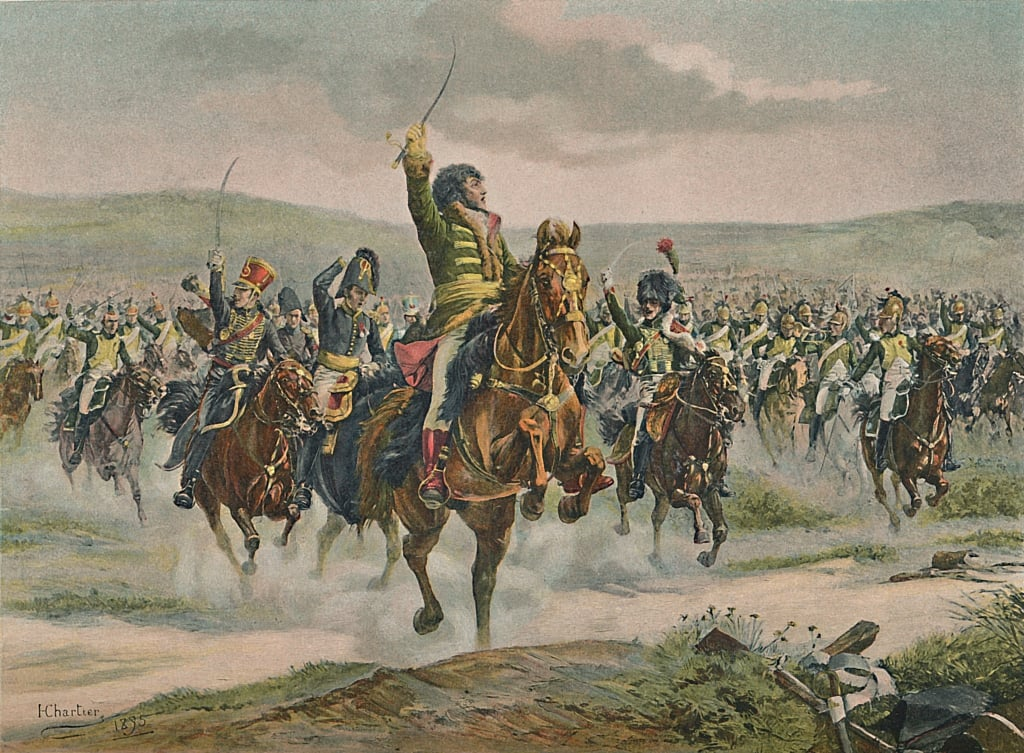
Il maresciallo Gioacchino Murat guida la sua cavalleria nell'attacco finale della battaglia.

Nel frattempo era finalmente arrivato sul campo di battaglia il contingente di 15000 uomini del generale von Rüchel che dalle ore 13.30 si schierò, in posizione esposta e con i fianchi scoperti, tra Gross Romstedt e Kötschau. Il generale von Rüchel, avvertito fin dalle ore 09.00 dal principe Hohenlohe di muovere in direzione di Jena, aveva impiegato oltre cinque ore per completare il movimento. Le contraddittorie notizie provenienti da Jena avevano contribuito a rallentare la sua marcia; Hohenlohe infatti alle ore 10.30 aveva rassicurato il generale, mostrando ottimismo e dicendosi prossimo alla vittoria. Solo alle ore 12.00 il generale von Rüchel venne informato della situazione critica e dell'urgenza del suo aiuto; poco dopo giunse la notizia della sconfitta, mentre più tardi il generale ricevette nuovamente ordine di attaccare. Alle ore 14.30 il principe Hohenlohe raggiunse il generale von Rüchel e gli ordinò di contrattaccare per contrastare l'avanzata nemica e disimpegnare le truppe in ritirata. Quindi la fanteria francese vittoriosa alle ore 14.30 si trovò improvvisamente di fronte tra Gross Romstedt e Kötschau un compatto schieramento prussiano e dovette affrontare un nuovo combattimento.
I prussiani del generale von Rüchel avanzarono in formazione da parata su due file verso Gross Romstedt ma furono subito bersagliati da un pesante fuoco di artiglieria dei francesi che avevano portato avanti le batterie a cavallo e stavano avvicinando le batterie a piedi; sotto il fuoco dei cannoni le perdite nelle file prussiane furono elevatissime. La posizione isolata del generale von Rüchel era molto pericolosa; ben presto la divisione del generale Saint-Hilaire del IV corpo d'armata iniziò ad aggirarla sul fianco settentrionale e la brigata del generale Vedel avanzò a sud per avvolgere l'ala destra nemica. Frontalmente apparvero i soldati francesi del V corpo del maresciallo Lannes e del VI corpo del maresciallo Ney che passarono all'attacco. I prussiani furono subito in difficoltà e il generale von Rüchel, che venne ferito da un proiettile, fu costretto a sua volta ad ordinare la ritirata che, dopo un inizio ordinato, si tramutò in rotta sotto il fuoco dell'artiglieria francese e dopo l'intervento dei corazzieri di Murat. Il reggimento Winning venne sbaragliato dal 1° corazzieri e il reggimento Wedell fu distrutto dall'assalto dei soldati del 105º e del 4º reggimento di linea; lungo la strada di Weimar oltre 4000 soldati furono catturati dai francesi.
Alle ore 15.00 gli eserciti prussiani di Hohenlohe e von Rüchel erano definitivamente frantumati e in fuga e Napoleone aveva raggiunto una vittoria totale. Durante l'inseguimento la cavalleria di Murat giunse alle ore 18.00 a Weimar dopo aver catturato lungo la strada altri 6000 prigionieri, mentre una parte del VI corpo del maresciallo Ney e del IV corpo del maresciallo Soult raggiunse verso le ore 17.00 Apolda dove si congiunse con i reparti d'avanguardia del I corpo del maresciallo Bernadotte, provenienti da Dornburg.

### Battaglia ad Auerstädt

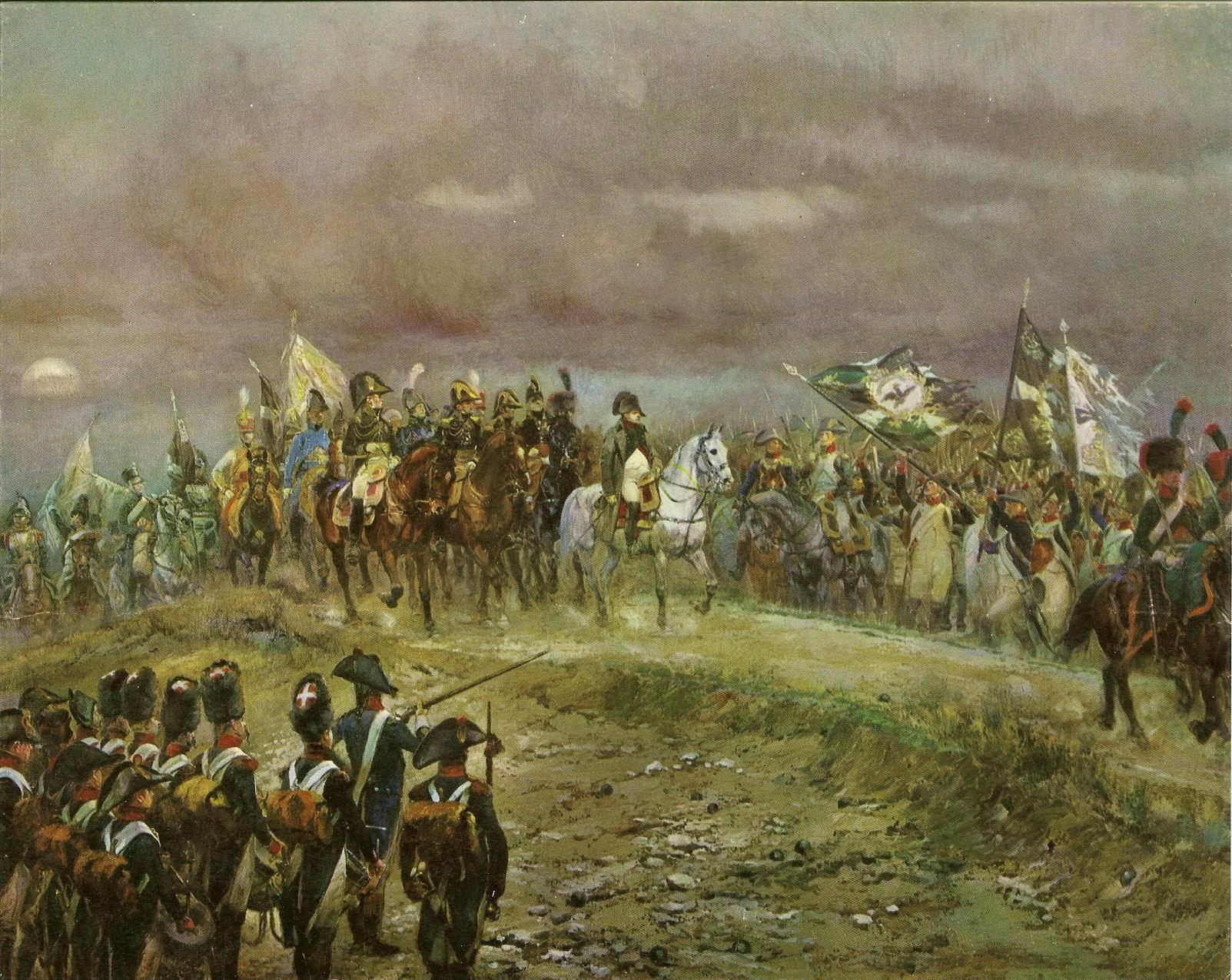
Napoleone acclamato dai suoi soldati la sera della vittoria di Jena.

Napoleone, dopo aver diretto la fase finale della battaglia ed aver organizzato il soccorso dei feriti, si trattenne in un primo momento sul Landgrafenberg e ritornò in serata a Jena dove venne acclamato dalle truppe che gli presentarono i vessilli strappati al nemico. I francesi avevano già catturato 15000 prigionieri e 120 cannoni e, al costo di sole 5000 perdite, avevano ucciso o ferito altri 10000 soldati nemici. Pienamente soddisfatto del risultati ottenuti, l'imperatore venne raggiunto al suo quartier generale da un ufficiale del III corpo d'armata del maresciallo Davout che, con sua grande sorpresa, gli comunicò le notizie della aspra battaglia affrontata dal suo reparto nella giornata contro una grande armata prussiana e della vittoria ottenuta dal maresciallo sul campo di battaglia di Auerstädt.
Durante la notte del 13 ottobre il maresciallo Davout, già in possesso della gola di Kösen, aveva identificato la presenza di grandi forze nemiche a ovest; si trattava infatti dell'armata principale prussiana, formata da 63000 soldati guidati dal duca di Brunswick con la presenza anche del re Federico Guglielmo III. Gli ordini di Napoleone prescrivevano al maresciallo di avanzare ad ovest di Naumburg e marciare, di concerto con il I corpo del maresciallo Bernadotte, verso Apolda; quindi il primo mattino del 14 ottobre la divisione di punta del III corpo si inoltrò in avanti, nella nebbia, e alle ore 07.00 venne in contatto con i reparti di copertura dell'esercito prussiano in ripiegamento.

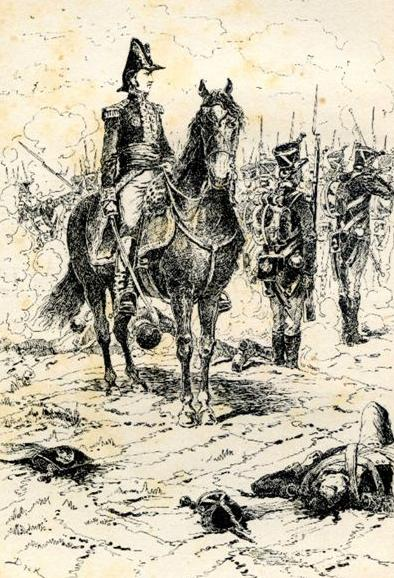
Il maresciallo Louis-Nicolas Davout alla Battaglia di Auerstädt.

Per molte ore quindi si accese una dura battaglia tra le tre divisioni del maresciallo Davout e le crescenti forze prussiane del duca di Brunswick; il comando prussiano all'oscuro della reale consistenza delle truppe nemiche e temendo di trovarsi di fronte il grosso della Grande Armata con Napoleone, si dimostrò incerto e confuso; i numerosi reparti disponibili non sfruttarono la loro superiorità numerica e vennero impiegati in modo disorganico. I prussiani vennero quindi progressivamente respinti dalle truppe francesi che invece diedero prova di grande abilità e disciplina; il maresciallo Davout guidò efficacemente le sue limitate forze, schierò opportunamente le sue divisioni e nella tarda mattinata passò alla controffensiva. I prussiani vennero sconfitti, il duca di Brunswick rimase mortalmente ferito agli occhi e i soldati alle ore 12.30 iniziarono a ripiegare disordinatamente verso Apolda, dopo aver perso 10000 morti e feriti e 3000 prigionieri; i francesi del maresciallo Davout, che avevano perso 7000 uomini, li inseguirono fino alle ore 16.30.
Le truppe in ritirata del duca di Brunswick incapparono nei resti completamente disorganizzati delle armate del principe Hohenlohe e del generale von Rüchel che abbandonavano in rotta il campo di battaglia di Jena; una enorme confusione si creò ad ovest di Apolda e la disorganizzazione delle truppe prussiane divenne generale; solo alle ore 16.00 il re Federico Guglielmo cercò di organizzare la ritirata in direzione di Magdeburgo; la stessa regina Luisa rischiò di essere catturata dai soldati francesi dopo Jena.
Mentre Napoleone a Jena e il maresciallo Davout ad Auerstädt combattevano due grandi battaglie, il maresciallo Bernadotte, invece di marciare subito al suono del cannone verso uno dei due campi, aveva trascorso tutta la giornata del 14 ottobre fuori dall'azione impegnando il suo I corpo d'armata in una lenta marcia di trasferimento da Dornburg verso Apolda che venne raggiunta solo alle ore 17.00 quando i prussiani erano già stati disfatti. La sua condotta rigidamente aderente agli ordini e la sua mancanza di volontà combattiva avrebbero potuto compromettere la situazione del maresciallo Davout, lasciato da solo ad affrontare la principale armata prussiana, e l'imperatore fu molto contrariato dal comportamento del maresciallo. Sembra che dopo aver firmato un ordine di destituzione e di invio alla corte marziale, Napoleone evitò alla fine di prendere drastici provvedimenti per riguardi nei confronti di Désirée Clary, moglie di Bernadotte, e per non inimicarsi definitivamente l'orgoglioso maresciallo che peraltro non avrebbe mai ammesso i suoi errori.

## Bilancio e conseguenze
(Lettera scritta il 15 ottobre 1806 da Napoleone alla moglie Giuseppina Beauharnais dopo la vittoria di Jena)

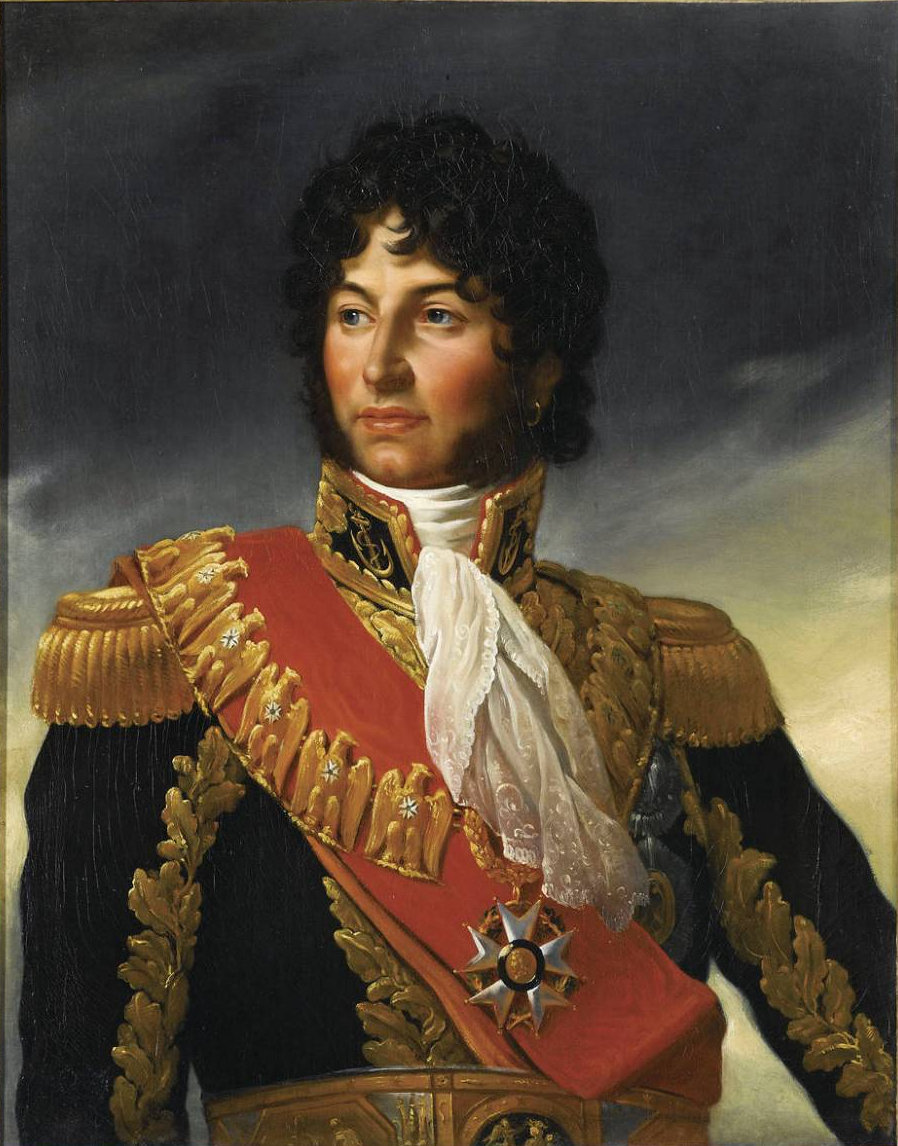
Gioacchino Murat guidò con grande energia la cavalleria francese nella fase di inseguimento seguita alla battaglia di Jena.

Alle ore 05.00 del 15 ottobre Napoleone diramò le sue disposizioni per l'inseguimento del nemico in rotta; mentre il raggruppamento di sinistra, con la cavalleria del maresciallo Murat, il IV corpo del maresciallo Soult ed il VI corpo del maresciallo Ney, avrebbe marciato subito dietro i prussiani, sulla destra il V corpo del maresciallo Lannes ed il III corpo del maresciallo Davout, seguiti dall'imperatore e dalla Guardia imperiale, sarebbero avanzati direttamente su Berlino. La fase di inseguimento dopo la battaglia di Jena, condotta con grande abilità ed energia dalle truppe e dai comandanti francesi, raggiunse risultati decisivi e determinò la rovina pressoché totale dell'esercito prussiano che venne quasi completamente catturato o disperso.
Nella prima fase dell'inseguimento Murat, Soult e Ney avanzando attraverso l'Harz, catturarono oltre 20000 prigionieri, mentre il maresciallo Bernadotte sbaragliava il 17 ottobre ad Halle l'ultima formazione organizzata prussiana rimasta di riserva. Nella seconda fase il maresciallo Ney costrinse alla resa a Magdeburgo le truppe del generale Franz Kasimir von Kleist; il 29 ottobre il principe Hohenlohe venne catturato a Prenzlau, il generale Blücher si arrese il 6 novembre a Lubecca. Il maresciallo Augereau costeggiò con il VII corpo d'armata l'Oder, tutte le piazzeforti prussiane fino alla Vistola si arresero dopo una minima resistenza, tranne Kolberg che venne validamente difesa dal generale August von Gneisenau; le città aprirono le porte, le amministrazioni e i funzionari locali si sottomisero e la popolazione non fece resistenza alle truppe francesi. L'11 novembre il maresciallo Murat scrisse a Napoleone che "il combattimento è finito per mancanza di combattenti".

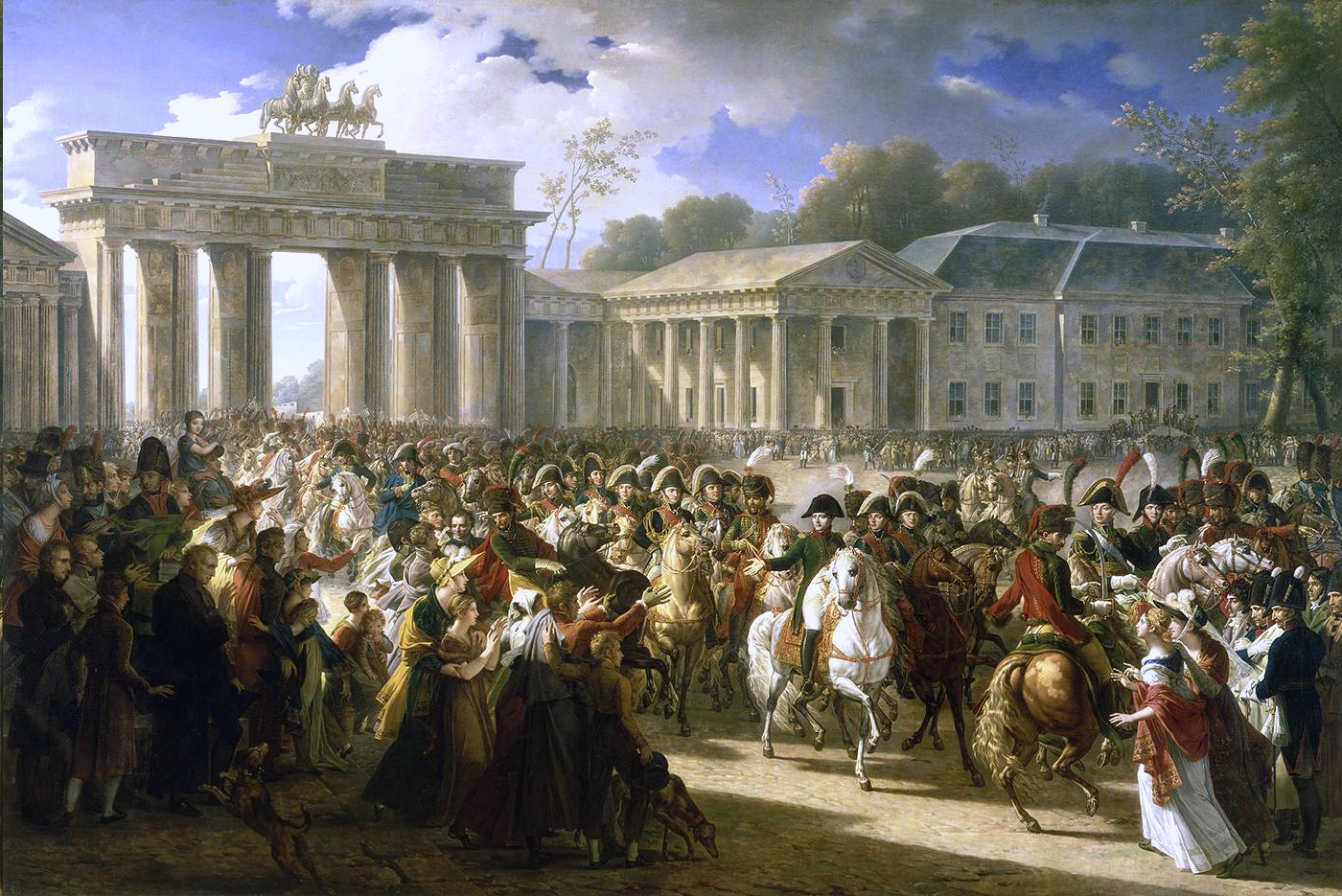
Napoleone entra a Berlino il 27 ottobre 1806.

Fin dal 27 ottobre Napoleone era entrato a Berlino, preceduto dalle truppe del III corpo del maresciallo Davout, al quale l'imperatore volle offrire questo onore in riconoscimento della vittoria ad Auerstädt. A Berlino Napoleone dettò una serie di proclami alla Grande Armata in cui tracciava un bilancio trionfale della breve e decisiva campagna, definiva la battaglia di Jena "la più celebre della storia", esaltava i suoi soldati e parlava di "vendetta su Rossbach". L'imperatore non mancò di visitare la tomba di Federico il Grande e si impossessò di qualche ricordo del grande sovrano prussiano: la spada, la cintura, il cordone dell'Aquila Nera.

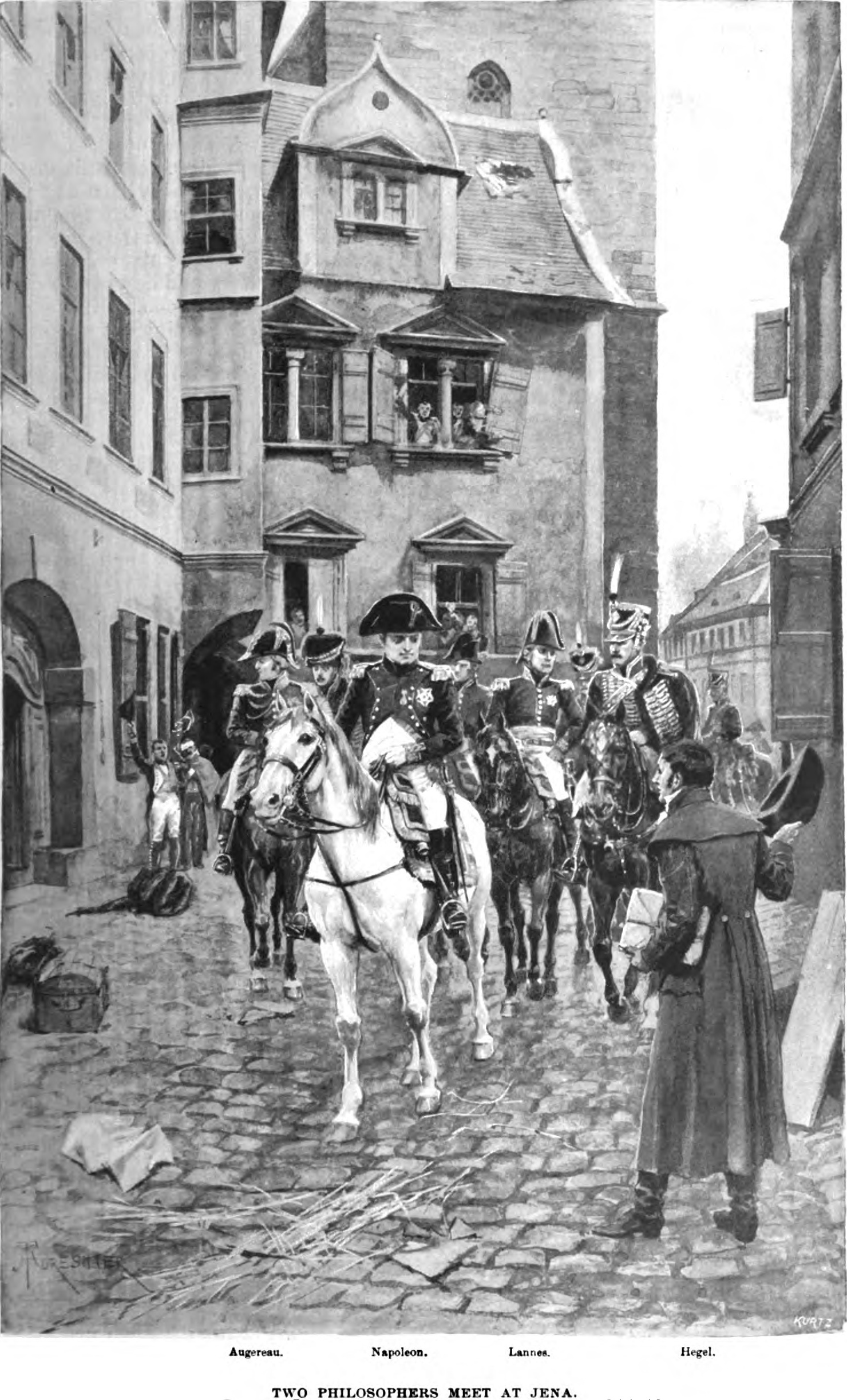
Georg Wilhelm Friedrich Hegel incontra Napoleone a Jena. In una lettera scritta lo stesso giorno al collega Niethammer il filosofo, impressionato dall'incontro, definì l'Imperatore "anima del mondo (Weltseele)".

Il 21 novembre da Berlino Napoleone promulgò il famoso decreto che stabiliva il blocco continentale alle merci britanniche, esteso sui territori occupati e dipendenti dalla Francia. L'imperatore dopo la schiacciante vittoria sulla Prussia ed in possesso dei porti dell'Europa centro-settentrionale, intendeva quindi riprendere con la massima energia la guerra commerciale contro la sua nemica irriducibile, ma proprio mentre soggiornava nella capitale prussiana la situazione politica internazionale si stava modificando. Dopo un primo momento di collasso e l'accettazione delle dure richieste francesi, il re Federico Guglielmo decise di continuare la guerra e ritirarsi in Prussia orientale, in attesa dell'arrivo dell'esercito russo che lo zar Alessandro I aveva finalmente organizzato per soccorrere il suo alleato. Quindi Napoleone non raggiunse la pace immediata e fu costretto a combattere una dura campagna invernale in Polonia contro il solido esercito russo; la guerra si sarebbe conclusa solo nell'estate del 1807 quando Napoleone sarebbe riuscito a piegare la resistenza dei russi ed a stabilire un accordo di alleanza con lo zar a Tilsit. Questo accordo stabiliva definitivamente la sconfitta della Prussia, che usciva mutilata territorialmente, mentre le truppe francesi sarebbero rimaste sul territorio tedesco come truppe di occupazione.
Dal punto di vista militare la campagna e la battaglia di Jena è stata considerata tra le dimostrazioni più riuscite dell'arte militare napoleonica sia dal punto di vista strategico, per la magistrale avanzata coordinata attraverso il Frankenwald della Grande Armata, sia dal punto di vista tattico per l'abilità dell'imperatore nella conduzione del suo esercito sul campo di Jena; completamente riuscita fu inoltre la fase di inseguimento che si concluse con la distruzione di gran parte delle forze nemiche. Dal punto di vista prussiano la disfatta di Jena fu una sconfitta epocale che causò il crollo del vecchio Stato feudale e provocò un profondo e proficuo processo di rinnovamento politico, culturale e militare da cui sarebbe scaturita la rinascita nazionale tedesca del 1813-1815.
Dal punto di vista politico invece la vittoria di Jena non si rivelò conclusiva ma al contrario provocò un ulteriore allargamento della guerra ed una estensione delle conquiste napoleoniche con grave compromissione delle possibilità di accordo tra le potenze attraverso la ricerca di un equilibrio europeo. Nonostante i trionfalistici bollettini della Grande Armata, la stessa popolazione francese, pur impressionata dalla schiacciante vittoria sul temuto esercito prussiano che stabiliva definitivamente la reputazione militare di Napoleone, accolse con modesto entusiasmo le notizie, mostrò di comprendere i problemi aperti da questa nuova serie di vittorie e non manifestò l'euforia e le aspettative di pace espresse invece dopo la battaglia di Austerlitz.